# Espanya
|  | Per a altres significats, vegeu «Espanya (desambiguació)». |

|  | "España" redirigeix aquí. Si cerqueu altres usos, vegeu España (desambiguació). |

Espanya o el Regne d'Espanya (en castellà i gallec: Reino de España, en basc: Espainiako Erresuma, en asturià: Reinu d'España, en occità: Reialme d'Espanha, en aragonès: Reino d'Espanya) és un estat i país del sud-oest d'Europa, que ocupa la major part de la península Ibèrica al sud dels Pirineus, la qual comparteix amb Andorra, França (l'Alta Cerdanya), Gibraltar i Portugal. Amb una superfície de 504.030 km², Espanya és el segon estat més extens de l'Europa occidental i el sisè més poblat del continent europeu. Limita al nord-est amb França i el principat d'Andorra, a l'oest amb Portugal i amb l'oceà Atlàntic, amb el mar Cantàbric al nord, i a l'est i al sud amb la mar Mediterrània. Pertanyen a Espanya també els territoris extrapeninsulars de les illes Balears, a la mar Mediterrània, les illes Canàries a l'oceà Atlàntic i les ciutats de Ceuta i Melilla, a l'Àfrica del Nord, que limiten amb el Marroc.
Amb la unió i conquesta de diversos regnes de la península Ibèrica, Espanya es va convertir, arran del descobriment d'Amèrica, la seva subsegüent conquesta i l'explotació dels seus recursos, en l'imperi més ric i extens del món del segle xvi al segle xvii. Posteriorment l'economia es va estancar, i amb la pèrdua de la majoria dels territoris el segle xix, Espanya va entrar en un període de decadència econòmica i d'inestabilitat política i social.
Tot i la coincidència social i geogràfica, conceptualment cal diferenciar la Monarquia hispànica, existent fins al s. XVIII, i l'estat nació iniciat a partir de la unió política promoguda pels Decrets de Nova Planta, i amb la Constitució de 1812 com a destacat carreu legal. Fins als s. XVIII - XIX el terme espanyol venia a representar els territoris i cultures del territori estatal, essent l'espanyolisme un sentiment inclusiu, mentre que després l'Estat promogué la correlació excloent espanyol = castellà.
La Guerra Civil espanyola, de 1936 a 1939, va posar la nació al centre de l'escenari mundial, a la fi de la qual es va aïllar durant les gairebé quatre dècades (36 anys) de la dictadura de Francisco Franco, fins a la seva mort el 1975. Des d'aleshores, l'Estat espanyol ha experimentat una extraordinària transformació política i econòmica. Per una banda, la democràcia s'ha consolidat, i la societat, profundament conservadora, ha evolucionat a una de més tolerant. Per altra banda, amb l'entrada d'Espanya el 1986 ⁸a la Comunitat Europea, l'economia va passar d'una de les més pobres de la regió, a la novena més gran del món, amb una renda per capita del 90% de la mitjana dels quinze membres abans de la seva expansió, i amb estàndards de vida en superiors a Itàlia.
La població espanyola és una mescla de diversos grups ètnics, i l'Estat és geogràficament i culturalment divers. Moltes i variades cultures, entre les quals, la castellana, la catalana, la lusitana, la gallega, la basca, l'àrab, la jueva i la romana, cadascuna contribuint al patrimoni artístic mundial, han conformat l'Espanya actual.
Espanya s'ha constituït com a Estat social, democràtic i de dret, la forma de govern del qual és la monarquia parlamentària constitucional. Està integrat per diverses regions i nacionalitats, que s'han constituït com a comunitats autònomes, les quals són la base de l'organització territorial. S'hi parlen diverses llengües: el castellà —oficial a tot l'Estat— així com el català (oficialment anomenat valencià al País Valencià), el basc, l'occità (en la seva variant aranesa) i el gallec, cooficials a les comunitats on són pròpies, així com també l'asturlleonès (parlat a Lleó, Astúries, Cantàbria i Extremadura) i l'aragonès (parlat a l'Aragó), sense reconeixement oficial.

## Toponímia
El nom d'Espanya es deriva del llatí Hispania, "Hispània", amb el qual els romans designaven geogràficament la península Ibèrica. El nom d'Iberia era la denominació preferida pels autors grecs per referir-se al mateix territori. Tanmateix, les arrels del terme Hispània no són llatines, per la qual cosa, del seu origen, se n'han formulat diverses teories.
La hipòtesi més acceptada diu que Hispania prové del fenici i-spn-ya, terme documentat des del segon mil·lenni aC en inscripcions ugarítiques. Els fenicis van construir la primera civilització no ibèrica que va arribar a la península per a expandir llur comerç i que va fundar, entre altres ciutats, Cadis, la més antiga d'Europa occidental. Els romans van adoptar aquesta denominació dels cartaginesos vençuts, interpretant el prefix i com a costa, illa o terra, i ya com a regió. El lexema spn, que en hebreu, llengua molt propera al fenici, es pot llegir com a saphan es va traduir com a «conills» —tot i que en realitat es refereix al damà, un procàvid d'aspecte similar al conill que habitava la regió. Els romans, per tant, van designar Hispània com a «terra plena de conills», segons es pot constatar en els escrits de Ciceró, Juli Cèsar, Plini el Vell, entre d'altres. Fins i tot en algunes monedes encunyades a l'època d'Hadrià, figuraven personificacions d'Hispània com a dona asseguda amb un conill als seus peus. En la mateixa línia, Isidor de Sevilla, al seu llibre d'Etimologies, postula que el terme té la seva arrel en Ispani, un topònim fenici-púnic de Sevilla, ciutat que els romans van denominar Hispalis.

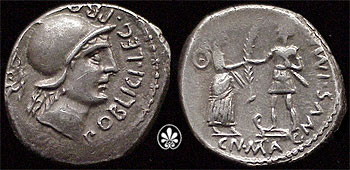
Denari del fill de Pompeu amb l'al·legoria d'Hispània

L'historiador i hebraista Cándido María Trigueros va proposar en la Real Academia Sevillana de Buenas Letras, el 1767, una teoria alternativa, basada en el fet que l'alfabet fenici, com l'hebreu, no tenia cap vocal. Així, spn (sphan en hebreu i arameu), significaria en fenici, "el nord", una denominació que feia referència a la situació geogràfica de la península en relació amb la costa africana, la ruta dels fenicis i, per tant, i-spn-ya significaria la "Terra del nord". Una teoria contemporània, proposada per Jesús Luis Cunchillos, suggereix que l'arrel del terme span és spy, que vol dir "forjar o batre metalls", i que per tant, Espanya és la "Terra on es forgen metalls".
A més de la teoria de l'origen fenici—tot i que el seu significat és discutit—al llarg de la història s'han proposat altres hipòtesis. Al començament de l'Edat moderna, Antonio de Nebrija va proposar que Hispània és una deformació de la paraula ibèrica Hispalis que significava la "Ciutat d'occident". Al segle xix, Juan Antonio Moguel va proposar que el terme podria provenir de la paraula èuscar Izpania, que voldria dir "que divideix el mar", composta per les veus iz i pània, tot i que el 1902, Miguel de Unamuno, va argumentar que per a alguns bascs, el nom es deriva de l'èuscar ezpaña, "llavi", en al·lusió a la posició de la península a Europa.
Durant l'edat mitjana, i com a evolució del terme geogràfic, Espanya comprenia tots els regnes de la península, des de Portugal, Galícia, Castella fins a l'Aragó. Tot i que diversos monarques hispànics havien fet ús del títol «Rei d'Espanya» o «Rei de les Espanyes», no seria sinó fins al regnat de Felip V de Castella i IV d'Aragó que el nom de «Rei d'Espanya» passa a substituir en exclusiva al del «Rei de Castella».

## Geografia física

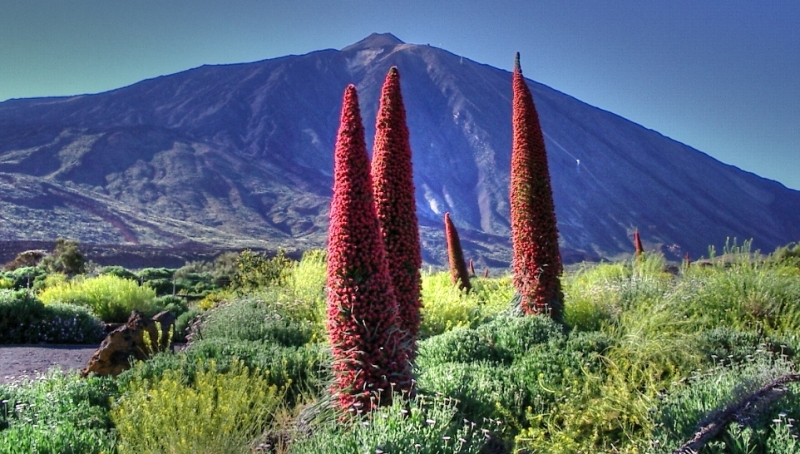
El Teide, a les illes Canàries, és el punt més alt d'Espanya

Espanya està situada a l'extrem sud-occidental d'Europa, a la península Ibèrica tot i que comprèn també dos arxipèlags—les illes Canàries a l'oceà Atlàntic i les Illes Balears a la mar mediterrània—i dues ciutats, Ceuta i Melilla al nord d'Àfrica. A més, inclou altres possessions menors no continentals com ara les illes Chafarinas, Vélez de la Gomera i el penyal d'Alhucemas, així com l'illa d'Alborán, les illes Columbretes, i una sèrie d'illes i illots a prop de les costes peninsulars.
Per la seva extensió territorial, és el quart país més extens d'Europa, després de Rússia, Ucraïna i França, i el segon més extens de la Unió Europea. Físicament, Espanya limita a l'oest amb Portugal i l'oceà Atlàntic, a l'est amb el mar Mediterrani, al sud amb l'oceà Atlàntic i l'estret de Gibraltar, i al nord amb els Pirineus, el golf de Biscaia i el mar Cantàbric.
El territori central d'Espanya és dominat per planes i serralades, com ara la Sierra Nevada. Els principals rius del territori són el Tajo, l'Ebre, el Duero, el Guadiana i el Guadalquivir.

### Relleu

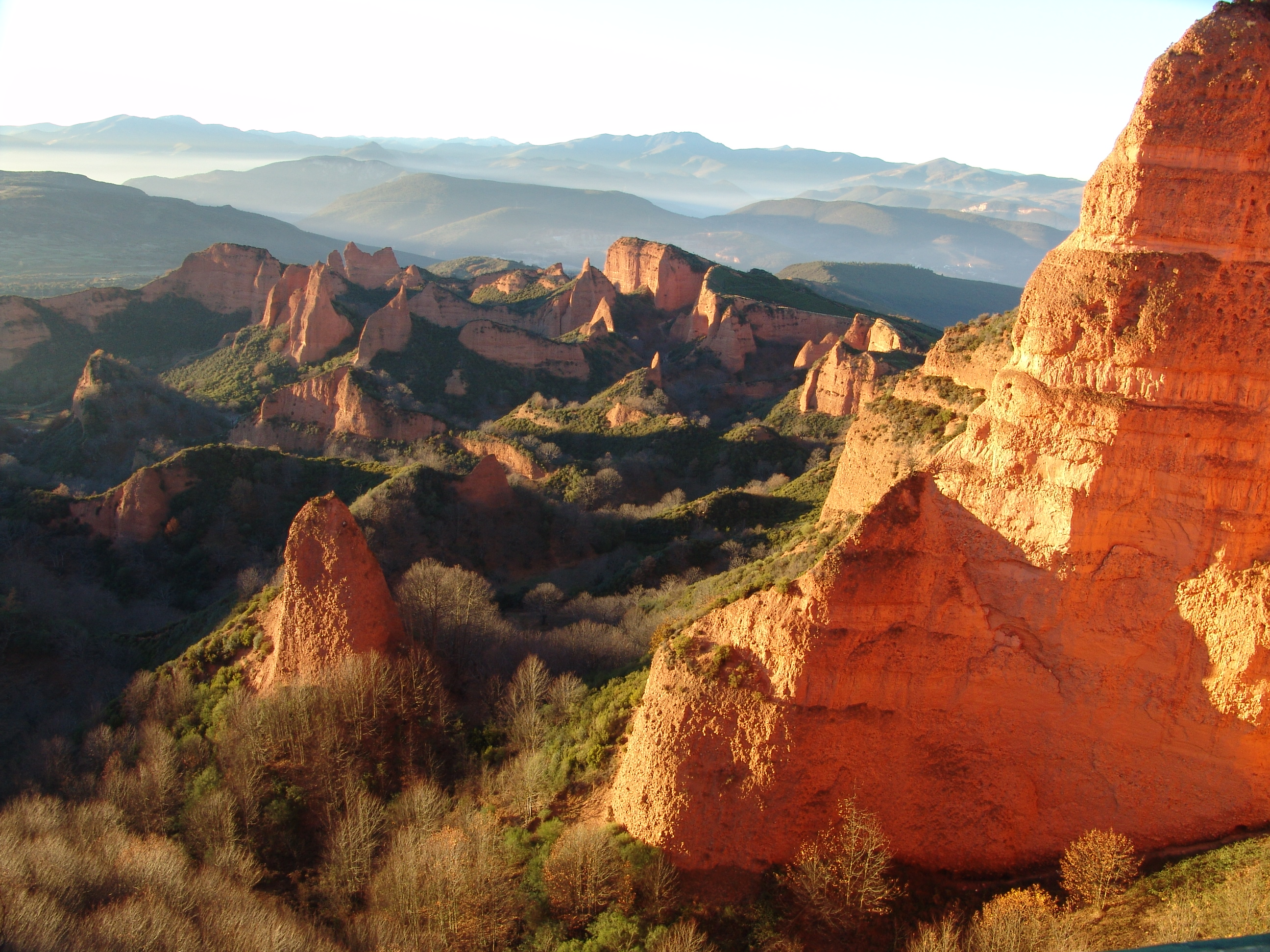
Panoràmica de Las Médulas, a Lleó

El relleu d'Espanya es caracteritza per la seva elevació, amb una altitud mitjana de 660 m; el territori és molt muntanyós en comparació amb la resta dels països europeus, llevat de Suïssa, Àustria, i els microestats d'Andorra i Liechtenstein, l'altitud mitjana dels quals és molt superior. A l'Espanya peninsular el relleu s'articula entorn d'un gran altiplà, la Meseta Central, que ocupa la major part del centre de la península Ibèrica. Al sud-oest de la península hi és la depressió del riu Guadalquivir, i al nord-est hi és la depressió del riu Ebre. La Meseta està gairebé totalment envoltada per sistemes muntanyosos:
- la serralada Cantàbrica, al nord,
- la serralada Ibèrica, al sud-est
- la Sierra Morena, al sud.

A més a més, la Meseta està dividida pel Sistema Central, el qual s'estén des de la serralada Ibèrica fins Portugal. Exteriors a la Meseta són les Serralades Catalanes, i les Serralades Bètiques. Els punts més elevats de la península són el pic d'Aneto (3.404 m) als Pirineus aragonesos, i el Mulhacén (3.477 m) a la Sierra Nevada. Així i tot, el punt més elevat de tot el territori espanyol és el Teide (3.718 m), a les Canàries.

### Hidrografia

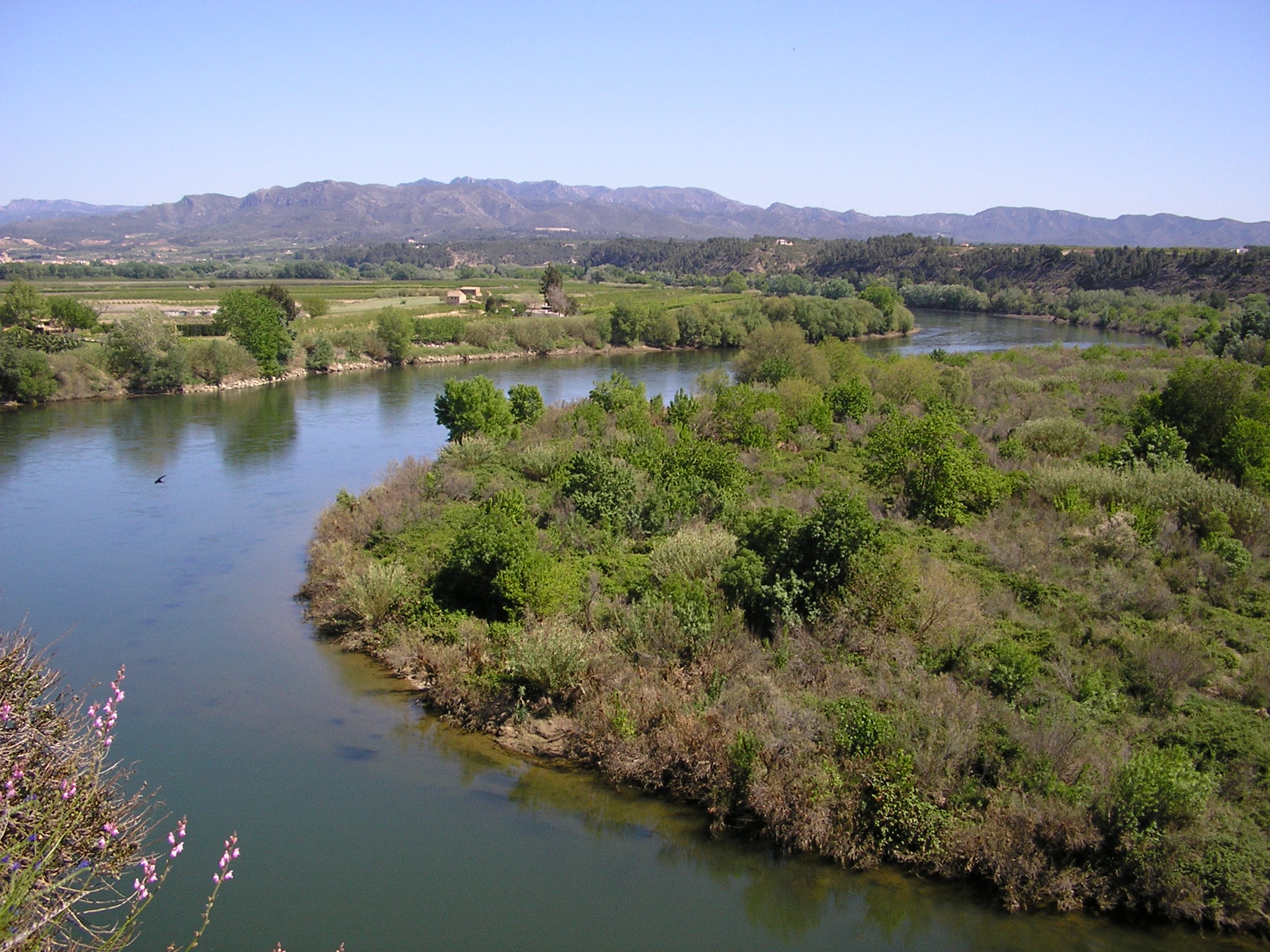
L'Ebre, a Miravet

La hidrografia espanyola mostra una gran desproporció entre el vessant fluvial atlàntic i el mediterrani: la majoria dels principals rius d'Espanya desemboquen a l'oceà Atlàntic, entre els quals el Duero, el Miño, el Tajo, el Guadiana i el Guadalquivir, aquest últim l'únic riu navegable als últims 100 km, de Sevilla fins a la seva desembocadura a l'Atlàntic. L'Ebre, per contra, pertany al vessant mediterrani, i és el més cabalós i extens d'Espanya. La majoria dels rius d'Espanya no són aptes per a la navegació interior, però hom en fa ús per al regadiu o per a la generació d'energia hidroelèctrica. Els rius del vessant cantàbric són curts, però de cabal abundant.

### Clima
El clima d'Espanya és molt divers. Aquesta complexitat és resultat de la gran extensió de la península Ibèrica, la seva situació geogràfica i el seu relleu. El territori peninsular es pot dividir de diverses maneres quant als climes que es presenten:
- en tres regions climàtiques: l'atlàntica, la mediterrània i la interior;[10]
- en tres zones: humida, semiàrida i àrida;[2] o
- en tres àrees per tipus de clima: marítim oceànic, mediterrani continental i de muntanya[2]

Tot i la diversitat, el clima predominant és el mediterrani, caracteritzat pels hiverns temperats i els estius calorosos. A les regions muntanyenques les temperatures són més extremes (a l'hivern), però les precipitacions sovint són abundants. A les illes Canàries, el clima és subtropicalment i majoritàriament càlid tot l'any, tret de zones de muntanya, on la temperatura baixa a causa de l'altura, especialment els mesos d'Hivern.
Les onades de calor duren uns set dies.

## Política i govern

Mapa polític

Espanya va tenir, amb excepcions temporals, un sistema parlamentari amb una constitució escrita des de 1833 al 1939, i en dues ocasions, el seu sistema de govern va ser republicà (de 1873 a 1874, la Primera República Espanyola, i de 1931 a 1939, la Segona República Espanyola). Després de la Guerra Civil espanyola, Espanya va ser governada pel general Francisco Franco, el govern del qual estava basat en una sèrie de Lleis Fonamentals. Després de la seva mort, el 1975, Joan Carles va fer protesta com a rei i cap d'Estat i va iniciar un procés de transició cap a la democràcia. El 1977 es van celebrar eleccions democràtiques, i el 1978 es va aprovar una nova constitució referendada pel poble espanyol.
Des de 1978, segons la constitució vigent, Espanya s'ha constituït com a Estat social i democràtic de dret, el qual propugna com a valors superiors del seu ordenament jurídic la llibertat, la justícia, la igualtat i el pluralisme polític. La forma de govern de l'Estat és la monarquia parlamentària constitucional.

### Estructura constitucional

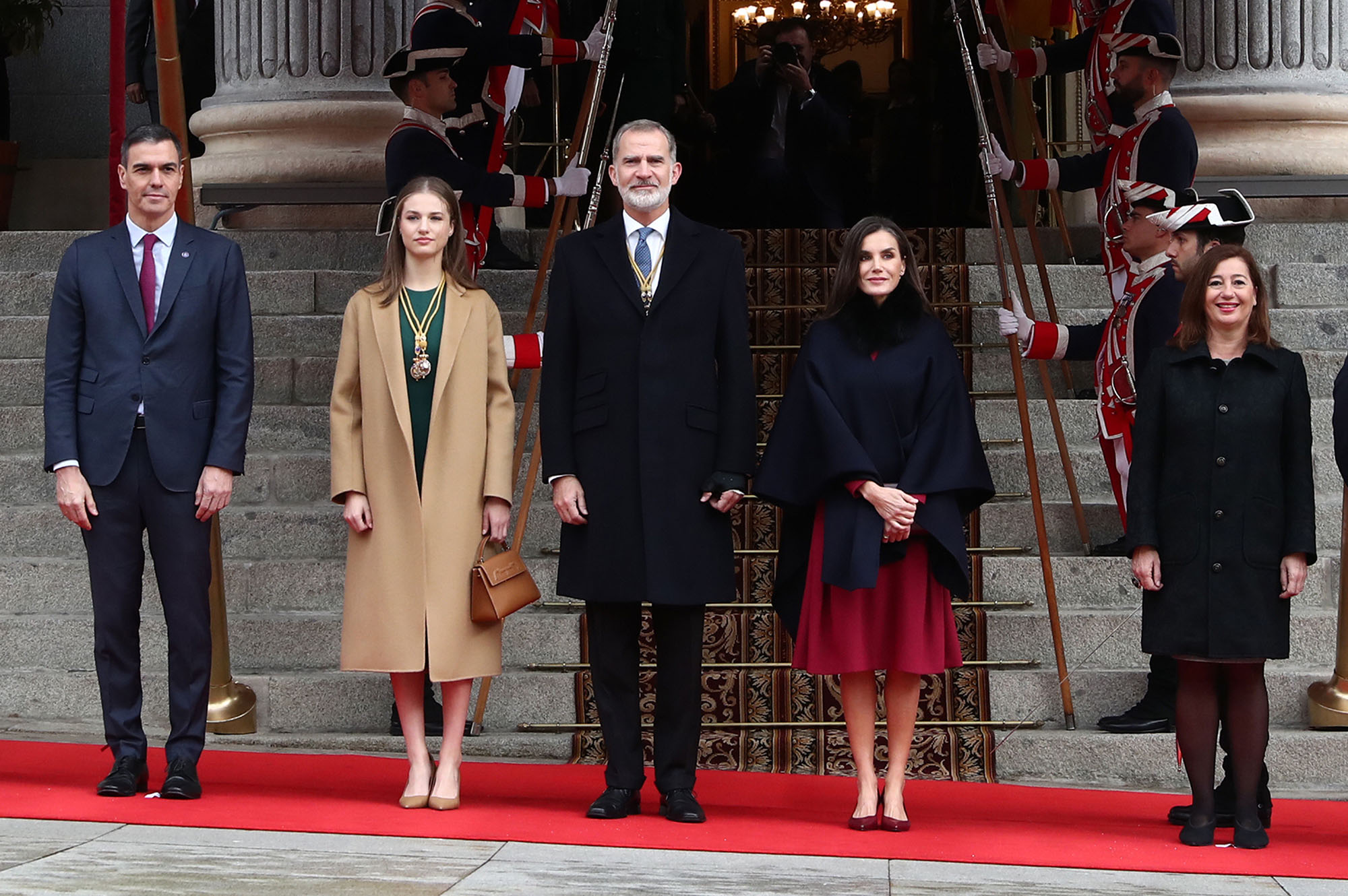
D'esq. a dreta: el president del Govern, Pedro Sánchez, la princesa d'Astúries, Leonor de Borbó, el rei Felip VI, la reina Letizia i la presidenta del Congrés dels Diputats, Francina Armengol. 2023

La constitució espanyola estableix que la sobirania resideix en el poble, del qual emanen els poders de l'Estat. El rei, és el cap d'Estat, símbol de la seva unitat i permanència; ha d'arbitrar i moderar el funcionament de les institucions de l'Estat i n'és la més alta representació en les relacions internacionals. Tot i que el seu paper és primordialment cerimonial, les lleis han de ser aprovades i promulgades pel rei. Correspon al rei també convocar o dissoldre les Corts Generals, convocar a eleccions, proposar el candidat a President del Govern i nomenar els seus ministres. És també el comandant suprem de les Forces Armades espanyoles. L'actual Rei d'Espanya és Felip VI.

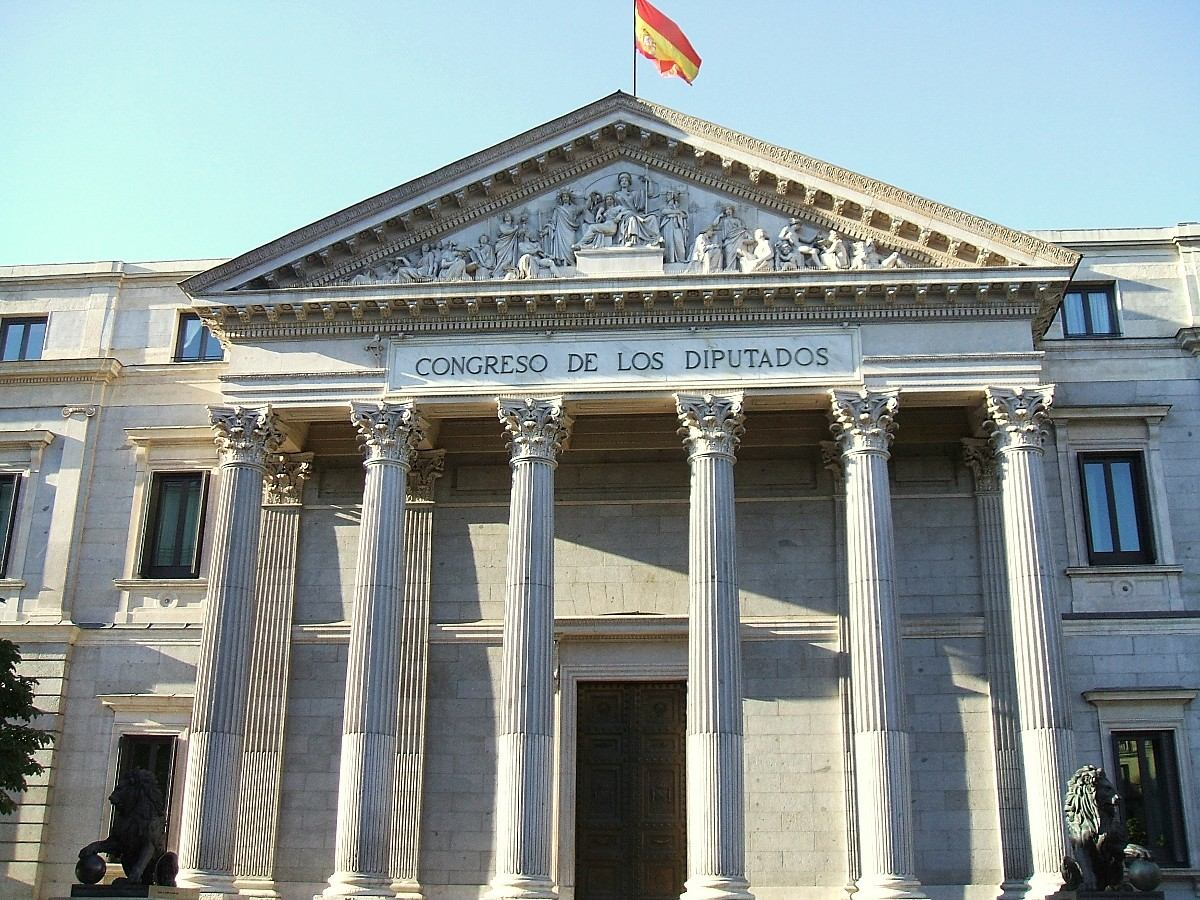
Congrés dels Diputats a Madrid

Les Corts Generals representen el poble espanyol. Són integrades pel Congrés dels Diputats i el Senat. Les Corts exerceixen la potestat legislativa de l'Estat. El Congrés dels Diputats ha d'estar integrat per un mínim de 300 i un màxim de 400 diputats—actualment n'hi ha 350—electes per sufragi universal, lliure, igual i directe, segons el mètode de representació proporcional, en què la circumscripció electoral és la província, amb l'excepció de Ceuta i Melilla que conformen cadascuna una circumscripció electoral. El Congrés s'elegeix per un període de quatre anys. Són electors i elegibles tots els espanyols en ple ús dels seus drets polítics. El Senat és la cambra de representació territorial. S'elegeixen, per cada província, quatre senadors per sufragi universal pels votants que hi resideixin, llevat de les províncies insulars. D'aquestes, s'elegeixen tres senadors per les illes de Gran Canària, Mallorca i Tenerife, i un senador per a Eivissa-Formentera, Menorca, Fuerteventura, La Gomera, El Hierro, Lanzarote i La Palma. A més, Ceuta i Melilla elegeixen cadascuna dos senadors. Finalment, els parlaments de les comunitats autònomes designen un senador com a mínim, i un d'altre per cada milió d'habitants. Actualment hi ha 264 senadors, 208 que han estat elegits, i 56 que han estat designats.

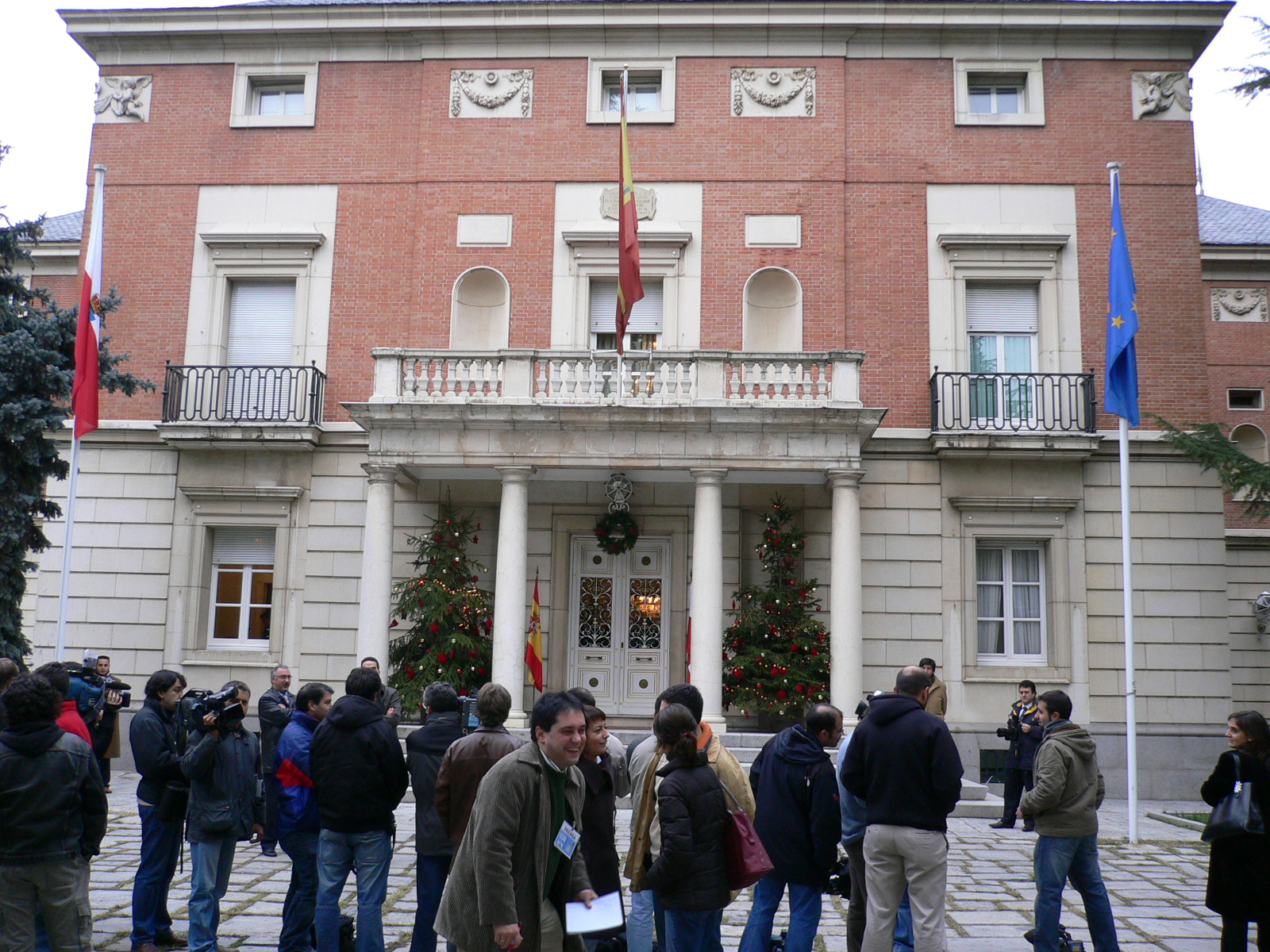
Palau de la Moncloa, residència oficial del president del govern espanyol

Després de les eleccions parlamentàries i la subsegüent renovació del Congrés dels Diputats, el rei, prèvia consulta dels representants dels grups polítics, proposa un candidat a la Presidència del Govern, el qual formarà el govern mentre conservi la confiança de la Cambra. El candidat ha d'aconseguir la majoria absoluta dels vots del Congrés dels Diputats, en una primera volta, o una majoria simple, en una segona volta. Per tant, el President del Govern és sovint el líder del partit o coalició majoritària al parlament. El Govern dirigeix la política interior i exterior, l'administració civil i militar, la defensa de l'Estat i exerceix la potestat executiva de l'Estat. El Govern està integrat pel President, els Vicepresidents, i els ministres, tots els quals conformen el Consell de Ministres. L'actual president del govern espanyol és Pedro Sánchez Pérez-Castejón, del Partit Socialista Obrer Espanyol (PSOE).
Finalment, la potestat judicial és exercida per jutges i magistrats independents que administren la justícia en nom del rei. De tots els tribunals, el Tribunal Suprem és l'òrgan jurisdiccional superior. El seu president és nomenat pel rei, proposat pel Consell General del Poder Judicial. Aquest consell està integrat per vint-i-un membres —un dels quals és el president.

### Partits polítics
Els partits polítics amb representació al Congrés o al Senat segons el resultat de les eleccions generals espanyoles de novembre de 2019 són:
| - Partit Socialista Obrer Espanyol (PSOE) - Partit Popular (PP) - Vox - Unidas Podemos - Esquerra Republicana de Catalunya - Sobiranistes (ERC) - Ciudadanos (Cs) - Junts per Catalunya (JUNTS) | - Partit Nacionalista Basc (EAJ-PNV) - Euskal Herria Bildu - Coalició Canària - Partit Nacionalista Canari (CC-PNC) - Navarra Suma (NA+) - Més País - Compromís (Compromís) - Partit Regionalista de Cantàbria (PRC) - Teruel Existe - Candidatura d'Unitat Popular (CUP) |

### Organització territorial
L'article 2 de la constitució espanyola reconeix les "regions i nacionalitats" que integren la "indissoluble nació espanyola", i els garanteix el dret a l'autonomia; aquestes regions i nacionalitats es van conformar en "comunitats autònomes". Això converteix Espanya en un "Estat d'autonomies", és a dir, un Estat regional que, formalment, és un Estat unitari en què el govern central ha transferit poders i autonomia a les comunitats que l'integren, a diferència dels Estats federats en què són les entitats que els integren les que transfereixen drets al govern central.
A partir de 1833, Espanya va quedar dividida en províncies relativament homogènies quant a la seva superfície, eliminant la majoria dels enclavaments anteriors de les intendències. Se'n van crear 49, però el nombre va pujar a 50 quan les Canàries van ser dividides en dues províncies. La constitució de 1978 reconeix les províncies com a entitat per a l'organització territorial espanyol i com a base per a la formació de les comunitats autònomes. És, en l'exercici del dret a l'autonomia reconeguda per a les regions i nacionalitats, que les províncies limítrofes amb característiques històriques, culturals i econòmiques comunes, els territoris insulars, i les províncies amb entitat regional històrica van accedir a l'autogovern en constituir-se com a comunitats autònomes de l'Estat espanyol.
L'atorgament de l'autonomia i la transferència de competències es va planejar, al començament, com a procés asimètric, amb la intenció de garantir un major grau d'autogovern a les "nacionalitats històriques" d'Espanya—Catalunya, el País Basc i Galícia, i eventualment, Andalusia. Les primeres tres van accedir a l'autonomia mitjançant un procés ràpid i simplificat, mentre que la resta havia de complir diversos requeriments estipulats en la constitució. També, en reconeixement dels drets forals, el País Basc i Navarra, a diferència de la resta de les comunitats—de règim comú—gestionen llurs finances de manera independent. Entre 1978 i 1983, es van constituir 17 comunitats autònomes:

Mapa autonòmic de l'Regne d'Espanya

- Andalusia
- Aragó
- Astúries
- Canàries
- Cantàbria
- Castella - la Manxa
- Castella i Lleó
- Catalunya
- Comunitat de Madrid
- Extremadura
- Galícia
- Illes Balears
- Navarra
- País Basc
- País Valencià
- Regió de Múrcia
- La Rioja

Malgrat algunes diferències en les competències de les comunitats autònomes, el govern de totes es basa en el parlamentarisme. Cadascuna té un parlament unicameral, els membres del qual són elegits per sufragi universal mitjançant la representació proporcional. El govern comunitari està encapçalat per un president el qual és responsable davant el parlament.
En algunes regions—principalment en alguns sectors de Catalunya, País Valencià, Aragó, Galícia i el País Basc—existeix un sentiment nacional que s'ha expressat de diverses maneres. S'hi han format partits polítics, molts d'ells independentistes, com ara el Bloc Nacionalista Gallec, Esquerra Republicana de Catalunya, Eusko Alkartasuna, Bloc Nacionalista Valencià i Chunta Aragonesista. Altres partits oscil·len entre postures autonomistes, federalistes o independentistes.
A més de les comunitats autònomes, i com a divisions territorials de primer nivell també, hi ha dues ciutats autònomes: Ceuta i Melilla, ambdues localitzades a la costa del nord d'Àfrica. Encara que no se'ls atorga facultats legislatives se'ls permet proposar en les Corts Generals iniciatives legislatives que consideren oportunes. Aquesta és la principal diferència entre les comunitats i les ciutats autònomes: les ciutats no tenen una assemblea legislativa autònoma pròpia.
Des del 2003 s'ha adoptat la Nomenclatura de les Unitats Territorials Estadístiques, o unitats NUTS, de tres nivells, amb finalitats merament estadístiques, basats en les normatives europees i fixats per l'Eurostat. Les 50 províncies espanyoles i les dues ciutats autònomes són classificades en els nivells NUTS-3; les 17 comunitats autònomes són classificades en els nivells NUTS-2, i per als nivells NUTS-1 s'han creat grups de comunitats autònomes.
Actualment Espanya té dos conflictes territorials importants: un al penyal de Gibraltar, colònia britànica al sud de la península Ibèrica que Espanya vol recuperar, i l'altre a les ciutats autònomes espanyoles Ceuta i Melilla, sovint reclamades pel Marroc.

### Defensa i seguretat

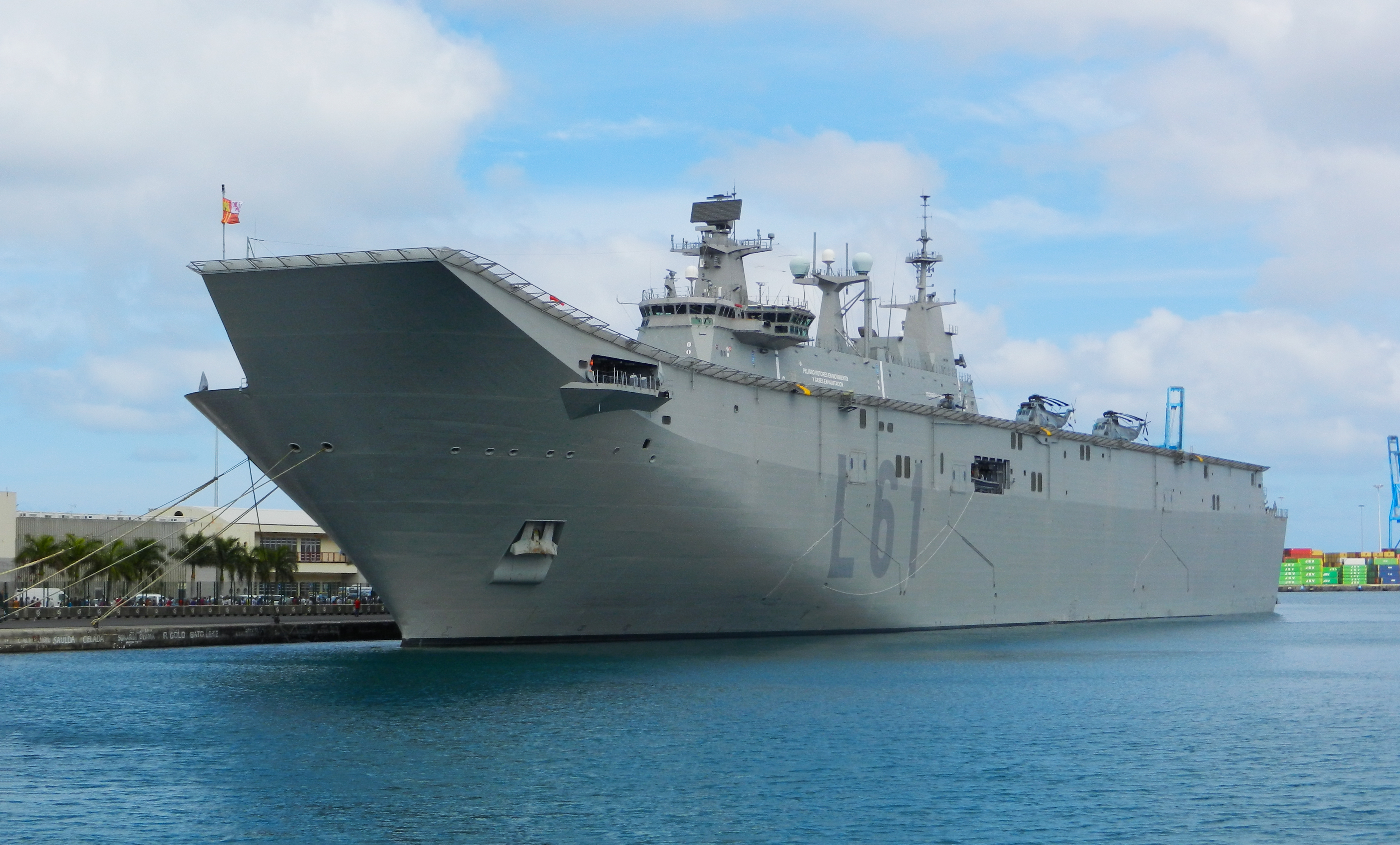
El nou vaixell Juan Carlos I (L-61) de l'Armada Espanyola.

La responsabilitat de la defensa de l'Estat recau en les Forces Armades, la missió de les quals, segons l'article vuitè de la constitució espanyola és "garantir la sobirania i independència d'Espanya, defendre la seva integritat territorial i l'ordenament constitucional". Tradicionalment s'han dividit en tres cossos: l'Exèrcit de Terra, l'Armada i l'Exèrcit de l'Aire. A més, s'hi inclou la Guàrdia Reial i la Unitat Militar d'Emergències.
Espanya és un dels Estats més importants de l'EUFOR, i de l'Eurocòs, i té una posició destacada en l'estructura de l'OTAN, a la qual pertany des de 1982. Actualment els Estats Units operen una base militar en territori espanyol, a Morón de la Frontera (Sevilla). Espanya té la sisena flota naval més poderosa del món, i el cos d'infanteria de marina més antic del món.
Internament, el Cos Nacional de Policia (CNP) és la força policíaca encarregada de la seguretat urbana i d'investigació. A més, la Guàrdia Civil, fundada el 1844, està encarregada de la seguretat de les àrees rurals i les rutes i autopistes, a més de les fronteres. Tots dos, el CNP i la Guàrdia Civil, han estat unificats sota el comandament del Ministeri de l'Interior. A Catalunya i el País Basc, tanmateix, hi ha cossos de policia autònoms — els Mossos d'Esquadra i l'Ertzaintza respectivament — que assumeixen moltes funcions de la Policia de l'Estat.

### Relacions exteriors
Les relacions internacionals d'Espanya es poden dividir en dos blocs, aquelles en què intervé per ser membre d'institucions internacionals, i aquelles on històricament ha tingut un pes específic. Dins aquest segon grup destaquen tres àrees on s'ha intensificat la relació diplomàtica espanyola: els pobles que envolten la mar Mediterrània (especialment a partir del Procés de Barcelona: Unió per la Mediterrània), la Unió Europea i els països de l'Amèrica Llatina, amb els quals el castellà com a llengua.
En segon terme, té relacions amb una antiga colònia, Guinea Equatorial, país amb lligams idiomàtics. Destaca per ser un país tradicionalment afí als territoris àrabs, fet que l'ha portat a intervenir en conflictes i trobades sobre l'Orient Mitjà, malgrat la llunyania geogràfica.
El gruix de les relacions exteriors es duen a terme a través del Ministeri d'Afers Exteriors i Cooperació d'Espanya i els seus organismes subalterns. La majoria de relacions són pacífiques, ja que els conflictes territorials són limitats: d'una banda la disputa sobre Gibraltar i de l'altra les ciutats autònomes de Ceuta i Melilla.

## Economia
Article principal: Economia d'Espanya

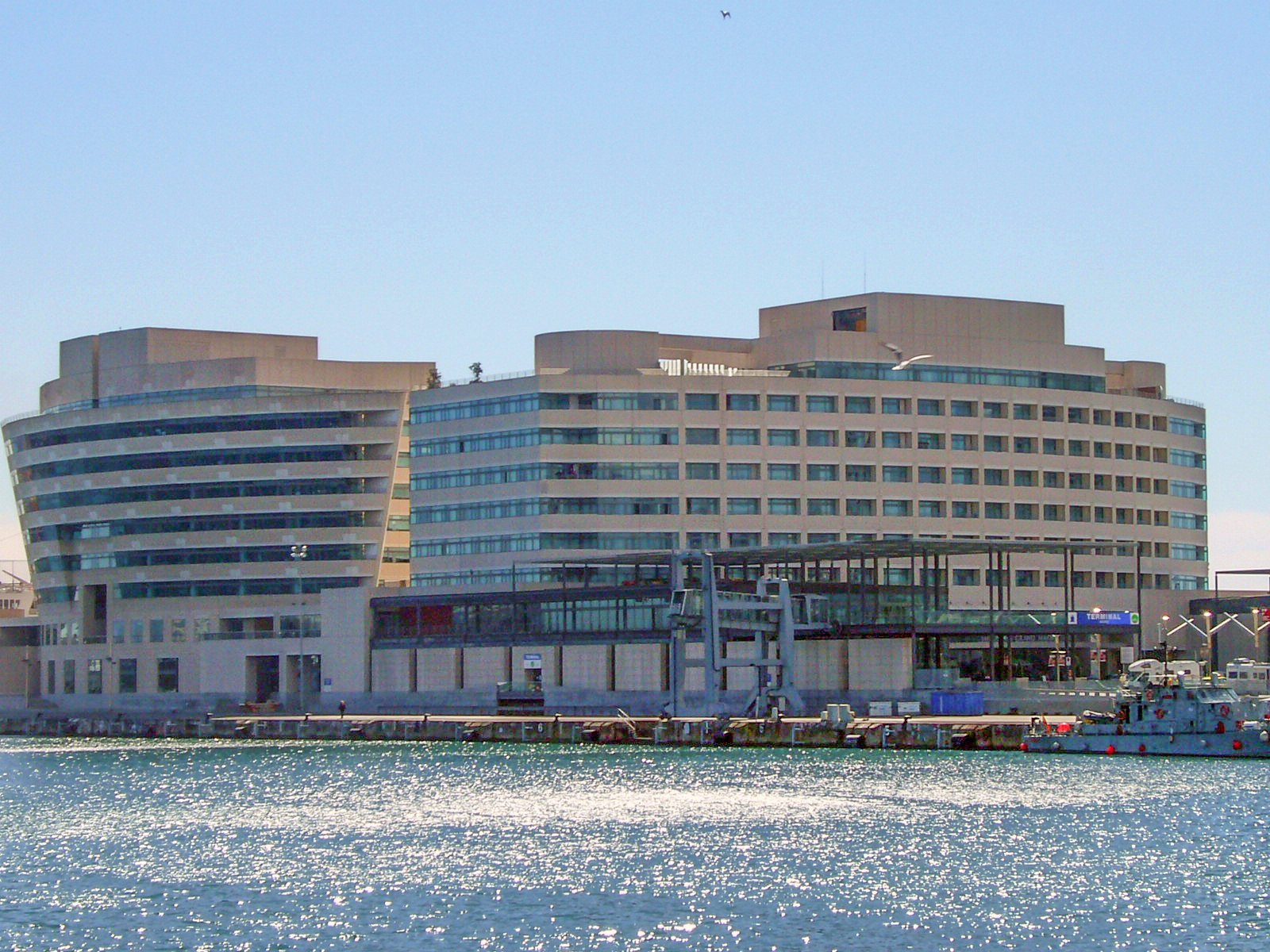
World Trade Center a Barcelona

Segons les dades econòmiques publicades el 2018 per la CIA, el Producte interior brut d'Espanya en acabar l'any 2017, va ser de 1.774 bilions de dòlars fent-la la setzena economia més gran del món (2008 eren 1.401 bilions de dòlars). El 2017 el Producte interior brut per habitant en paritat de poder adquisitiu va ser de 38.300 dòlars (2008: 34.600 dòlar, sense correcció per inflació), que posa Espanya en 49è lloc entre Nova Zelanda i Itàlia. El 2010 la Renda nacional bruta era similar al PIB, estimada en 1.456 bilions de dòlars, o 31.960 dòlars per habitant, segons el mètode Atlas, o 31.130 dòlars en paritat de poder adquisitiu.

### Història econòmica

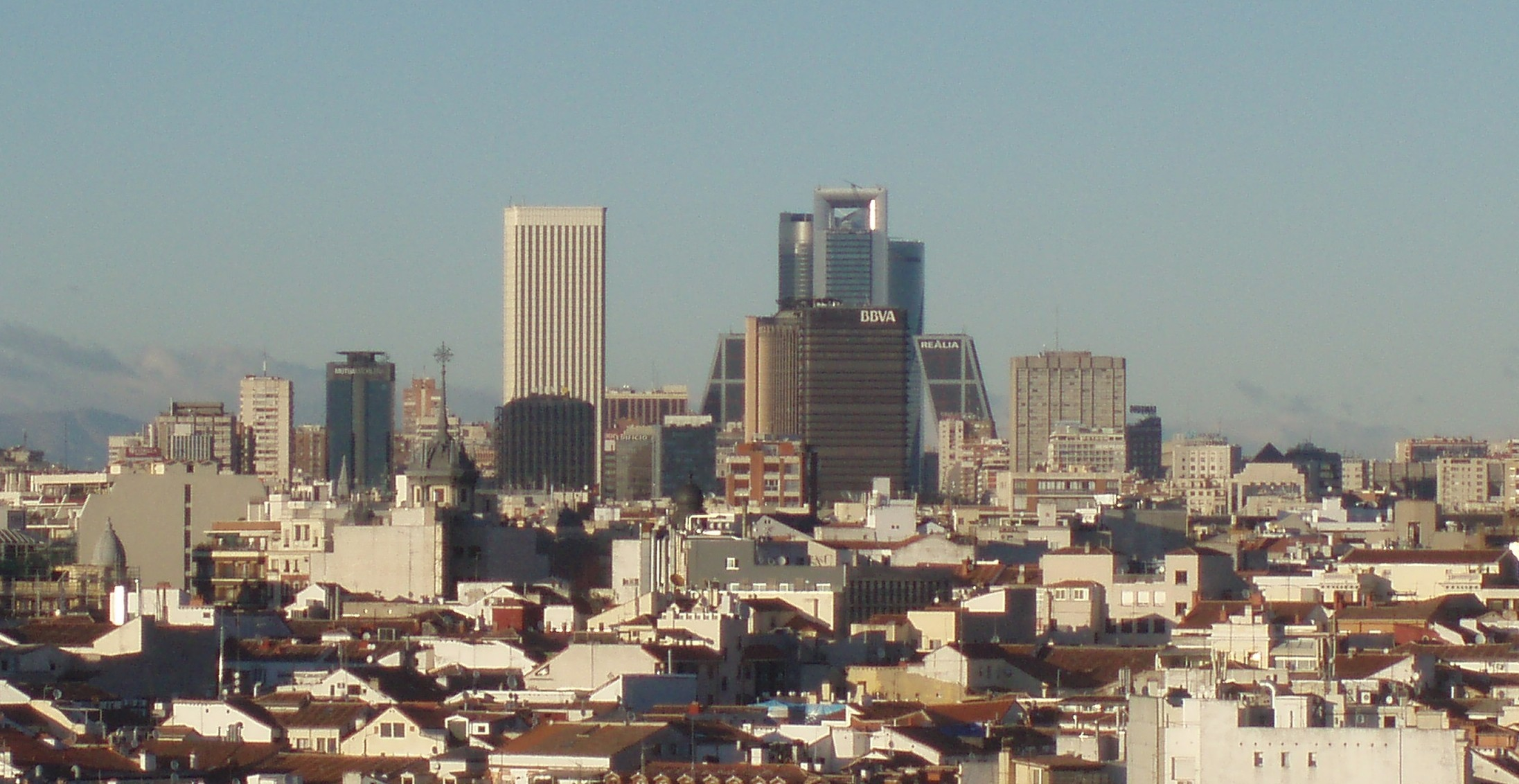
Gratacels a Madrid

La industrialització espanyola, tot i començar cap a la fi del segle xviii, va estar concentrada només en unes quantes regions, en especial a Catalunya i Biscaia. De fet, el creixement econòmic d'Espanya va ser molt més lent que no pas el de les altres economies europees, per la qual cosa, Espanya, en començar el segle xx, era més pobre i menys desenvolupada que els seus veïns del nord. La demanda de productes metal·lúrgics i tèxtils durant la Primera Guerra Mundial, en què Espanya es declararia neutral, va propiciar el creixement econòmic, però, com la resta de les economies mundials duran la Gran Depressió que va començar el 1929, Espanya va entrar en recessió. Després de la Guerra Civil, gran part de l'economia espanyola va ser severament afectada, i les polítiques d'autarquia de Franco, i el seu aïllament de les democràcies europees, van evitar la seva revitalització. A més a més, en ser un «govern feixista», Espanya va ser exclosa del Pla Marshall dels Estats Units per a la reconstrucció d'Europa.
A partir de la dècada de 1960, l'economia va començar a liberalitzar-se i obrir-se, la qual cosa va permetre la inserció del país dins l'etapa de creixement econòmic del món desenvolupat. Es van mobilitzar els recursos productius interns, el turisme de masses es va convertir en peça clau de l'economia, i es va modernitzar l'aparell productiu amb la liberalització de les importacions. Tot l'anterior en conjunció amb la forta inversió nacional i estrangera van produir un ritme accelerat de creixement entre 1960 i 1974, amb una mitjana anual de 7,1%, i un creixement de la renda per habitant anual del 5,5%. La renda per habitant, que era la meitat de la mitjana europea al començament d'aquest període, es va incrementar al 80% de la mitjana europea el 1975.

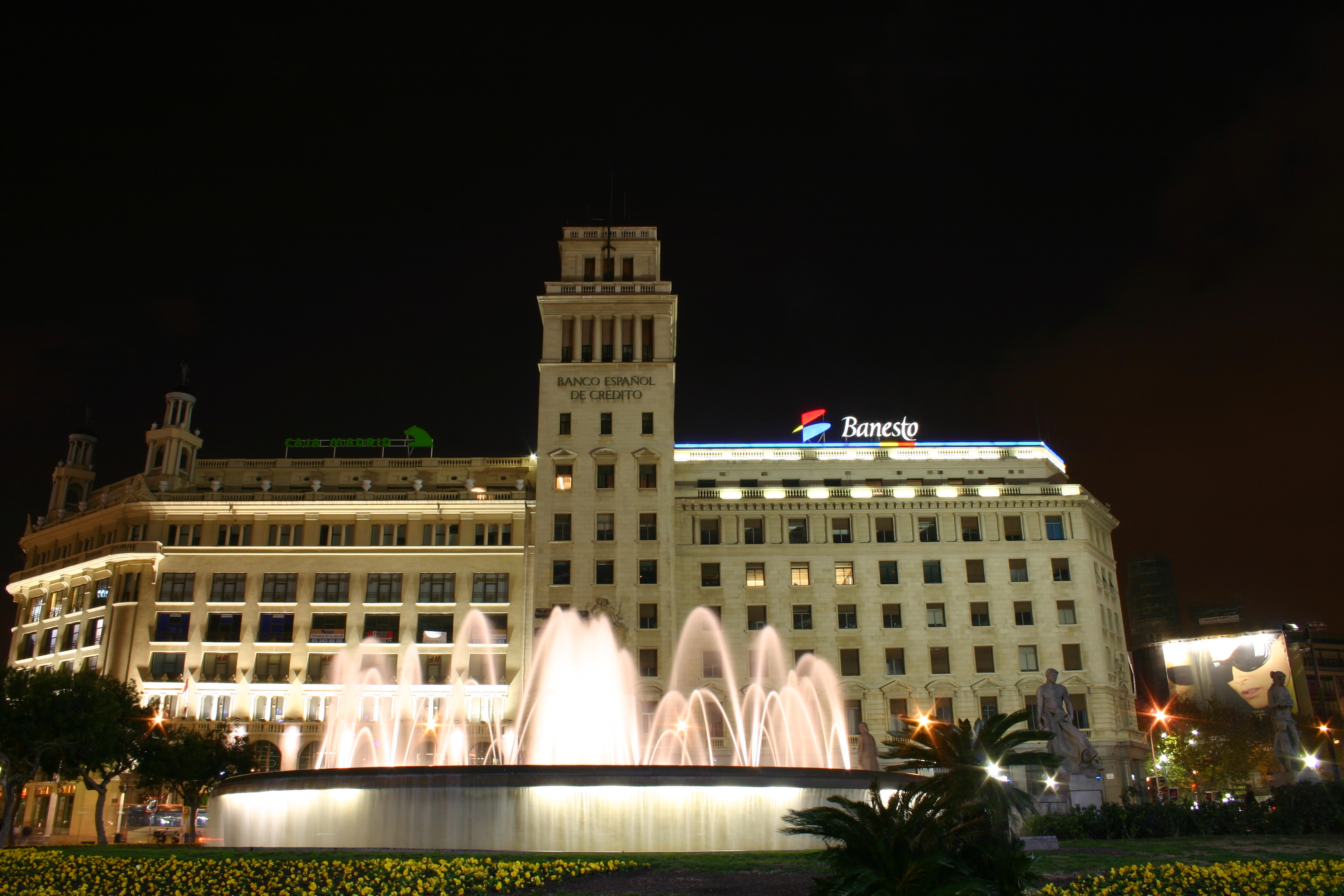
Façana del Banc Espanyol de Crèdit, a Barcelona

No obstant això, la dependència de les condicions externes van fer que l'economia espanyola fos molt vulnerable a la crisi econòmica mundial de 1970. La inflació i la taxa d'atur es van disparar, aquesta última superant el 20% de la població econòmicament activa el 1985. A partir de 1985, l'economia va tornar a recuperar-se, i l'entrada del país a la Comunitat Europea, va permetre el ràpid creixement econòmic, convertint Espanya en el país més dinàmic d'Europa. Amb l'adhesió a la Comunitat, es va acceptar una cultura econòmica que incloïa l'estabilització de l'economia per evitar la inflació i el desequilibri en la balança de pagaments, així com l'obertura i la liberalització. Després d'una breu recessió, Espanya va créixer cada any, de 1994 al 2008. En aquest període, l'atur va disminuir, en especial gràcies a l'expansió del sector dels serveis. El govern va començar una sèrie de privatitzacions d'empreses públiques. Espanya va qualificar per a la incorporació de l'euro, la moneda única de la Unió Europea, adoptant-la en circulació el 2002. Al segle xxi, Espanya s'havia ja consolidat com una de les economies més fortes de la Unió Europea, amb rendes per habitant comparables a les de les grans economies europees. Espanya ha invertit en recerca i desenvolupament i triplicat la inversió en aquest sector des del 2000, tot i que la inversió privada és molt petita. La indústria de l'energia renovable és subvencionada, i actualment el 22% de l'electricitat es produeix així, i tres de les cinc companyies renovables més grans del món són espanyoles. Alguns dels reptes de l'economia són fer-la més eficient, incrementar la productivitat, i millorar l'educació.
L'economia espanyola va ser severament afectada per la crisi financera mundial del 2008, i va entrar en recessió el tercer trimestre del mateix any. La bombolla immobiliària, que havia estat l'element principal del creixement del 2001 al 2007, va esclatar, i la taxa de creixement econòmic, que anteriorment havia estat superior al 3% anual, només va ser de l'1,2% el 2008. De fet, el sector de la construcció, representava, abans de la recessió, el 10% del Producte interior brut total, oferint feina a un percentatge considerable de la població, i atraient molts immigrants d'Europa de l'Est i de Sud-amèrica. La taxa d'atur s'ha incrementat de manera significativa, del 13% a la fi del 2008, superant el 17% per a novembre del 2009. Malgrat la recuperació de la resta d'Europa el tercer trimestre del 2009, Espanya no sortirà de la recessió sinó fins al 2010 sent, possiblement, l'última de les economies de la Unió Europea a fer-ho. Així i tot, la banca espanyola és sòlida, i, per tant, no va ser necessària la gran intervenció del govern per a rescatar els bancs, com va ser el cas a altres Estats europeus.

### Economia per sector

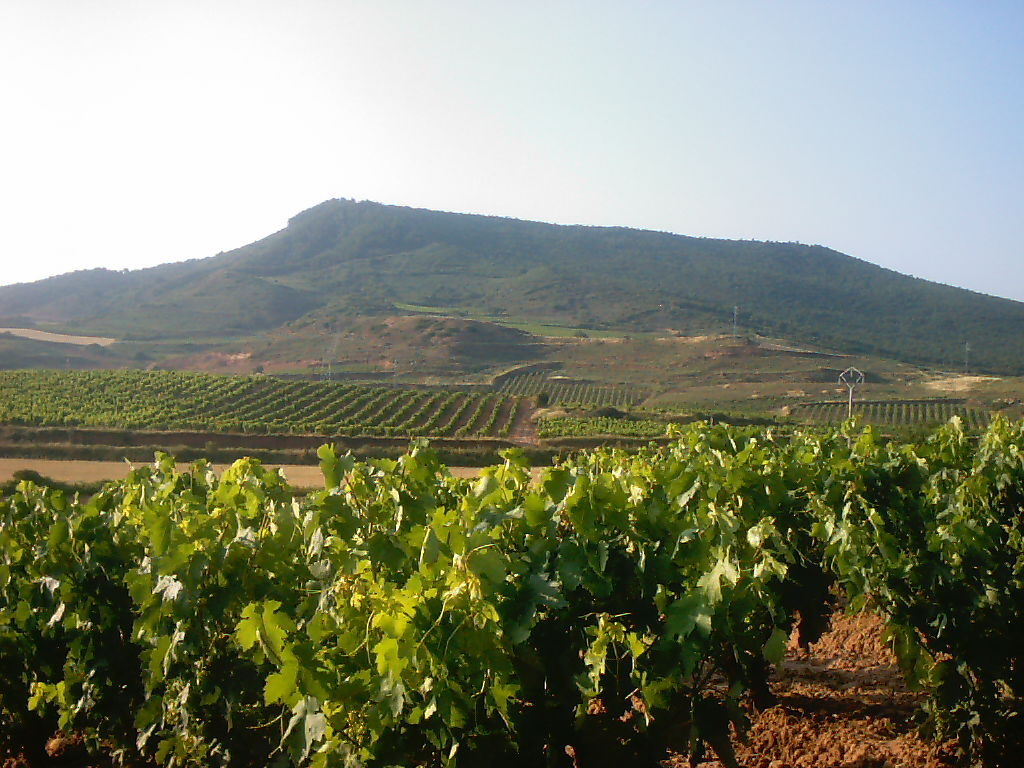
Vinyes de La Rioja

A partir de la dècada de 1960, va començar un declivi relatiu en l'agricultura espanyola, acompanyada del decrement en la població rural. Fins i tot en l'actualitat, l'agricultura espanyola encara es troba en una situació relativament retardada segons els estàndards europeus: la inversió capital per hectàrea és una cinquena part de la mitjana de l'Organització per a la Cooperació i el Desenvolupament Econòmic (OECD), l'anomenat, "club dels països rics". Així i tot, des de l'entrada d'Espanya a la Comunitat Europea el 1986, l'agricultura s'ha adaptat a les polítiques europees, i les terres productives, especialment aquelles destinades al conreu orgànic, s'han incrementat. La diversitat regional permet també una diversitat en la producció agrícola i l'ocupació, que varia de manera significativa per comunitat autònoma. S'estima que el 2008, el 4% de la població econòmicament activa estava ocupada en l'agricultura, i que aquesta activitat representava el 3,8% del Producte interior brut. Entre els productes principals són els vegetals, les fruites i els cereals, que representen el 75% del valor de la producció agrícola total. L'ordi i el blat, els principals productes espanyols, predominen a Castella i Lleó, Castella - la Manxa i Andalusia; l'arròs al País Valencià i a Catalunya; el tabac a Extremadura; l'oliva al sud; i els cítrics al País Valencià i a Múrcia. La indústria del vi és molt important: Espanya és un dels productors més gran de vi del món; les àrees de producció més importants són La Rioja, el Penedès (a Catalunya), Valdepeñas (a Castella - la Manxa), la vall del Duero (a Valladolid i Màlaga) i Jerez de la Frontera (a Andalusia).
La pesca té un pes molt més petit del PIB espanyol, ocupant a un percentatge també molt petit, però és important atès el seu efecte i la seva importància en algunes regions. De fet, Espanya és un dels països desenvolupats on la pesca és una de les activitats econòmiques més important. Destaquen en pesca Galícia, Cantàbria, Andalusia, el País Basc, Canàries i les Illes Balears.

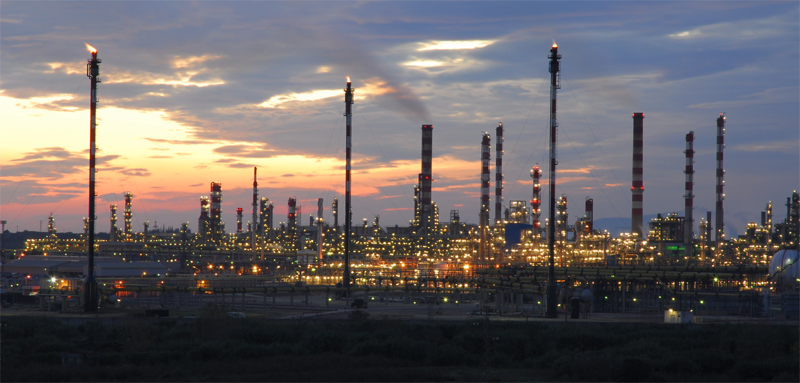
Indústria petroquímica de Tarragona a Catalunya

El 2008, la indústria representava el 23,2% del PIB espanyol, i ocupava el 26,4% de la població activa. La industrialització espanyola històricament va estar concentrada al País Basc, a Catalunya i a Madrid. A partir de la dècada de 1960 l'economia va començar a diversificar-se. En l'actualitat són importants la indústria de l'automòbil (entre les empreses s'hi troba l'espanyola SEAT), la indústria farmacèutica, la indústria tèxtil, i la indústria de les telecomunicacions entre d'altres. La mineria la producció d'acer també són important, sobretot al nord, a Astúries i al País Basc.
El sector dels serveis, tot i ser menys desenvolupat que no pas a altres països europeus, és el sector més important de l'economia espanyola. El 2008 els serveis representaven el 67,6% del PIB, i ocupaven el 69,5% de la població activa. Entre totes les indústries dels serveis, el turisme és una de les més importants, en ser Espanya una de les destinacions turístiques més importants del món, representant a prop del 10% del total del PIB i de l'ocupació. El 2008, Espanya va ser la tercera destinació turística més visita del món, darrere de França i els Estats Units, amb 57,3 milions de turistes, i la segona destinació turística quant a la renda que se'n deriva, amb $61.600 milions de dòlars.

## Geografia humana i societat

### Demografia i dinàmica poblacional
Article principal: Demografia d'Espanya
El 2010 la població estimada d'Espanya era de 46.951.532 habitants fent-lo el 32è Estat més poblat del món, i el vuitè d'Europa. Des del descobriment i colonització d'Amèrica fins a la segona meitat del segle xx, Espanya va ser un país d'emigració. Les taxes de natalitat i mortalitat van començar a descendir des del començament del segle xx, tot i que durant el règim franquista, la taxa de natalitat es va incrementar, ja que el govern encoratjava les famílies nombroses, mentre que les taxes de mortalitat van disminuir. A partir de la dècada dels seixanta, la taxa de natalitat va tornar a decréixer, per la qual cosa, la taxa de creixement natural va arribar a ser gairebé nul·la a la fi del segle xx, tot i que s'ha tornat a incrementar gràcies als naixements de la població immigrants. L'esperança de vida s'ha incrementat considerablement, i a l'inici del segle XXI ja era una de les més elevades del món.
El 2009, la taxa de natalitat es va estimar en 9,72 naixements per cada 1.000 persones, la taxa de mortalitat en 9,99 defuncions per cada 1.000 persones, per la qual cosa el creixement natural va ser negatiu. La taxa neta de migració es va estimar en 0,99 immigrants per cada 1.000 habitants, per la qual cosa la taxa de creixement poblacional es va estimar en 0,072%. L'esperança de vida es va estimar en 80,05 anys. A partir del "miracle econòmic" dels seixanta la població espanyola es va urbanitzar. El 2009, es va estimar que el 77% de la població espanyola era urbana, amb una taxa d'urbanització de canvi anual del 0,9%.
Espanya presenta una de les taxes més grans d'immigració del món (de l'1,5% anual el 2005, només superat en la Unió Europea per Xipre), i és, després dels Estats Units, el segon Estat del món que rep més immigrants en termes absoluts. El 2006, el 9,27% de la població espanyola era de nacionalitat estrangera. El 2005 l'Estat va rebre el 38,6% de la immigració extracomunitària cap a la Unió Europea, sobretot ciutadans d'origen llatinoamericà, d'altres estats d'Europa i del Magrib.
D'acord amb l'Institut Nacional d'Estadística el 2005 hi havia 3,7 milions d'estrangers a Espanya, encara que les estimacions d'organismes independents han suggerit una xifra de 4,8 milions. Segons les dades dels permisos de residència del 2005, al voltant de 500.000 immigrants eren marroquins i 500.000 eren equatorians. Altres grups d'immigrants inclouen britànics, francesos, argentins, alemanys i bolivians. El flux d'immigrants ha incrementat la taxa de creixement poblacional, malgrat la baixa taxa de natalitat que es troba a la meitat del nivell de reemplaçament. No obstant això, l'arribada contínua d'immigrants, especialment dels que arriben per mar de l'Àfrica, ha causat una certa tensió social. Espanya actualment té la segona taxa d'immigració més alta de la Unió Europea després de Xipre, i és el segon país que més immigrants rep del món (en termes absoluts) després dels Estats Units. Del nombre total d'immigrants que van arribar a la Unió Europea el 2006, el 44,7% va escollir Espanya com a destinació final.

### Àrees metropolitanes més grans

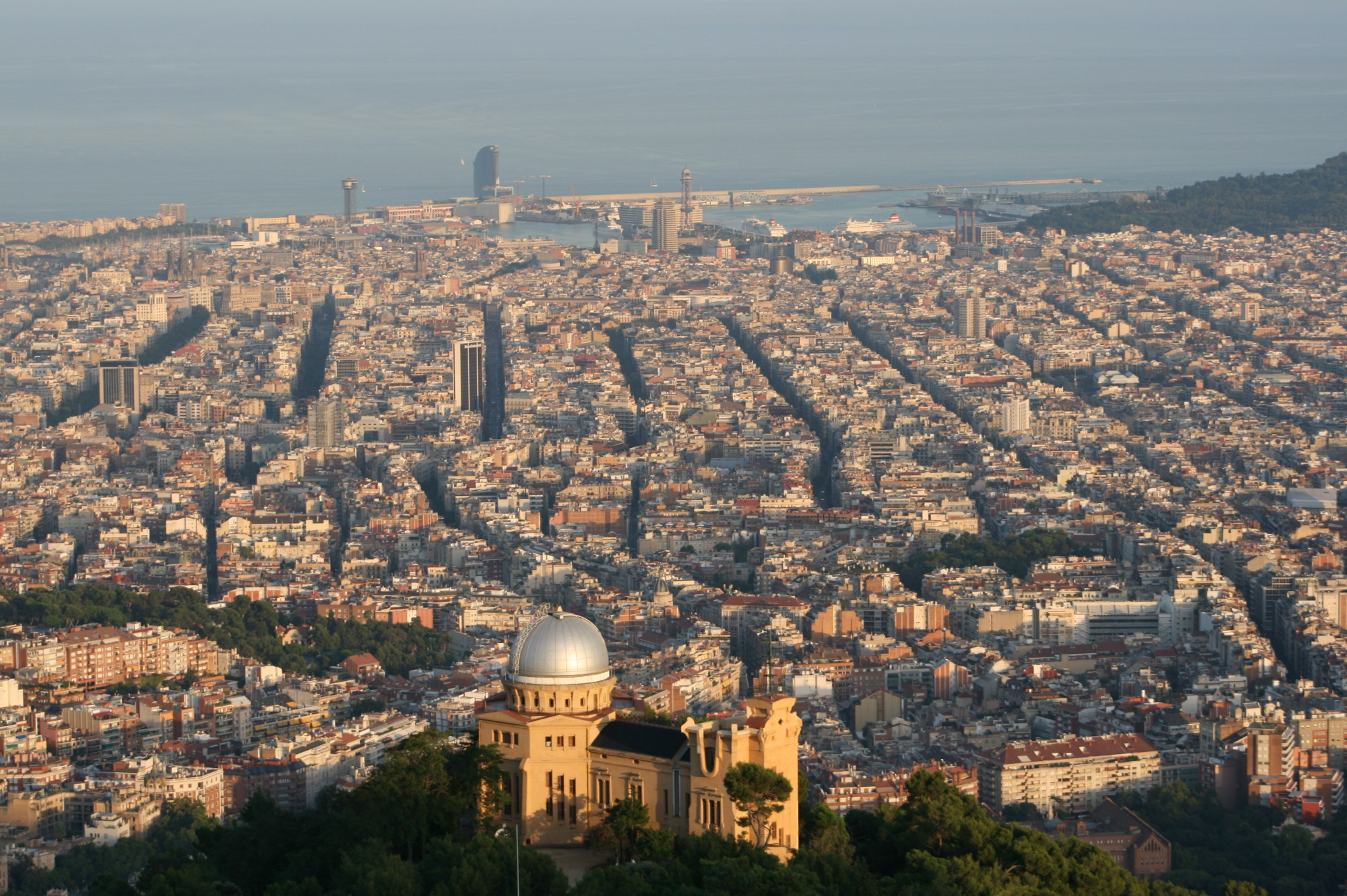
Barcelona, la segona ciutat amb més habitants de l'Estat

Les àrees metropolitanes que l'any 2019 sobrepujaven els 300.000 habitants són:
| - Àrea Metropolitana de Madrid 6.120.254 - Àrea Metropolitana de Barcelona 5.108.383 - Àrea Metropolitana de València 1.552.783 - Àrea Metropolitana de Sevilla 1.307.209 - Àrea Metropolitana de Màlaga 974.822 - Àrea Metropolitana de Bilbao 901.557 - Àrea Metropolitana d'Astúries (Gijón-Oviedo) 804.142 - Àrea Metropolitana de Saragossa 744.862 - Àrea metropolitana d'Alacant-Elx 700.259 - Àrea Metropolitana de Múrcia 655.667 - Àrea Metropolitana de la Bahía de Cádiz (Cadis-Jerez) 638.877 - Àrea Metropolitana de Vigo 585.187 | - Àrea Metropolitana de Palma 552.649 - Àrea Metropolitana de Las Palmas de Gran Canaria 536.946 - Àrea Metropolitana de Granada 526.982 - Àrea Metropolitana de Santa Cruz de Tenerife 440.562 - Àrea Metropolitana de La Corunya 413.911 - Àrea Metropolitana de Sant Sebastià 409.170 - Àrea Metropolitana de Valladolid 404.305 - Àrea Metropolitana de Tarragona-Reus 381.505 - Àrea Metropolitana de Pamplona 355.167 - Àrea Metropolitana de Còrdova 325.708 - Àrea Metropolitana de Santander-Torrelavega 320.847 - Àrea metropolitana de la Plana 304.355 |

### Llengües
Article principal: Llengües d'Espanya
| Gallec, cooficial a Galícia Asturià, no oficial Castellà, oficial a tot l'Estat Aragonès, no oficial Català, cooficial a Catalunya, el País Valencià i les Illes Balears Occità, cooficial a Catalunya Basc, cooficial al País Basc i les zones bascòfones de Navarra |

Les llengües d'Espanya

El castellà és la llengua oficial de l'Estat. La constitució reconeix la riquesa lingüística d'Espanya com a patrimoni cultural objecte d'especial respecte i protecció, i declara que la "resta de les llengües espanyoles" són oficials a les comunitats autònomes respectives segons llurs estatuts d'autonomia, tot i que només és dret i obligació el coneixement del castellà.
Espanya va ratificar el 9 d'abril de 2001 la Carta Europea de les Llengües Regionals o Minoritàries, del Consell d'Europa.
El castellà és una llengua romànica amb influència basca en el seu origen i àrab en el seu vocabulari, que va néixer al nord d'Espanya a la regió de Castella. Es va convertir en la llengua de les corts dels Regnes de Castella i Lleó el segle xix, i posteriorment en la llengua del Regne d'Espanya. Hi ha diferències notables en les variants del castellà d'Espanya, que es poden agrupar en un dialecte septentrional—que conserva la fricativa dental sorda en la "c" abans d'"e" i "i", i en la "z"—i el dialecte meridional o andalús—que es caracteritza pel "seseo" o "ceceo", és a dir, la pèrdua de la fricativa dental sorda en el primer fenomen, o la pèrdua de la fricativa alveolar sorda, en el segon, entre altres diferències. El castellà és parlat gairebé per la totalitat de la població espanyola, i és la llengua materna d'un 89% de la població.
Les llengües cooficials a les comunitats autònomes d'acord amb llurs Estatuts d'Autonomia són el català (a Catalunya, les Illes Balears i el País Valencià, a aquesta última amb la denominació oficial de valencià); el basc o èuscar (al País Basc i a les zones bascòfones de Navarra); i el gallec (a Galícia). Per altra banda, en l'Estatut d'Autonomia de Catalunya del 2006, l'occità, en la seva variant coneguda com a aranès, s'ha declarat oficial no només a la Vall d'Aran, on és pròpia, ans també a tot Catalunya. L'asturià, tot i no ser oficial, té un règim de protecció a Astúries, sota la Llei d'ús i promoció del bable/asturià de 1998. Finalment, la futura Llei de Llengües que prepara el govern aragonès manté l'oficialitat del castellà, junt amb el respecte al dret d'emprar l'aragonès i el català davant els ajuntaments "als respectius territoris on són predominants". Altres llengües romances d'Espanya són l'asturià o bable, que tot i u no ser oficial és protegida per l'Estatut d'Autonomia del Principat d'Astúries i les varietats dialectals del qual es coneixen com a càntabre o muntanyès a Cantàbria i extremeny a Extremadura.
El català és parlat aproximadament per un 17% de la població d'Espanya, i és la llengua materna d'un 9%. El català és una llengua romànica propera a l'occità o provençal. Té una rica història literària que va florir durant l'edat mitjana, tot i que va entrar en declivi a partir del segle xvi. La literatura catalana va reviure a partir de la Renaixença, però va ser prohibida durant el règim franquista. A partir de 1975, i en especial amb la declaració de cooficialitat amb el castellà a les tres comunitats on es parla, la literatura en català va rebre un impuls major. Hi ha diferències dialectals importants, en especial en la variant valenciana, i des dels vuitanta, hi ha hagut disputes polítiques sobre l'estatus del valencià com a llengua separada del català, tot i que els lingüistes la consideren una variant del català i la discussió existeix únicament en el camp polític.
El gallec és parlat per un 7% de la població, i és la llengua materna del 5%. El gallec és una altra llengua romànica, pròpia de Galícia, emparentada amb el portuguès de la qual formava un sistema lingüístic durant l'edat mitjana. Va ser llengua literària de les corts fins al segle xiv. Des de llavors, i fins al final del segle xix no va tenir cap ús oficial, tot i que es parlava als carrers i a les llars gallegues. A partir del segle xix, la llengua va experimentar un renaixement literari que ha perdurat fins a l'actualitat.
L'èuscar o basc és parlat per un 2% de la població, i és la llengua materna de l'1%. L'èuscar és una llengua aïllada, és a dir, sense cap relació amb cap família lingüística del món, i l'única llengua preindoeuropea que va sobreviure a l'Europa occidental, i per tant, de les més antigues de la regió. També és l'única llengua preromànica de la península Ibèrica que s'ha conservat.
Altres llengües que es parlen a Espanya, però sense cap reconeixement oficial són:
- amazic (a Melilla)
- àrab (a Ceuta)
- portuguès (a Olivença i a altres municipis de la Raia fronterera amb Portugal)

### Religió

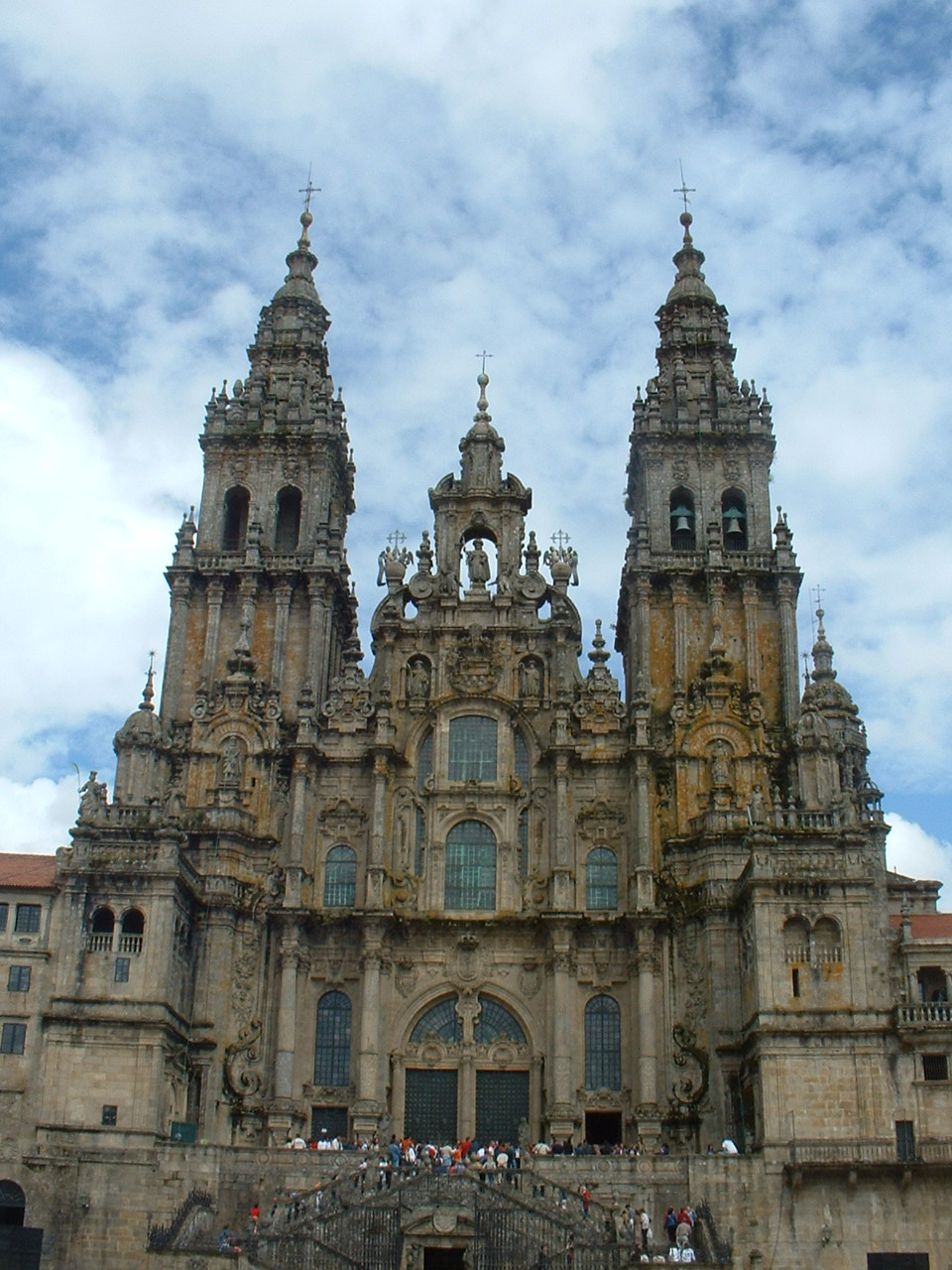
Façana de la Catedral de Santiago de Compostel·la a Galícia

L'article 16 de la constitució espanyola de 1978 estableix que cap religió té caràcter estatal. A Espanya es garanteix la llibertat de culte de les persones i assegura relacions de cooperacions entre els poders públics i totes les confessions religioses. També estableix que ningú pot ser obligat a declarar sobre les seues creences religioses. Més endavant, la Llei orgànica de Llibertat Religiosa de 1980 establí que l'estat poguera cooperar amb confessions religioses declaraddes d'arraigmanet notori. Hi ha un Registre d'Entitats Religioses del Ministeri de Justícia on es registren grups i associacions religiosos.
La religió tradicional històrica ha estat el catolicisme romà, que es va declarar oficial el 589. A partir del liberalisme del segle xix, hi va haver diversos conflictes entre l'Església i l'Estat, comuns també a l'Amèrica Llatina, en especial amb relació a la propietat de terres i el control de l'educació. La constitució de la Segona República Espanyola va ser la primera que no va fer del catolicisme la religió oficial. Així i tot, després de la Guerra Civil espanyola, la seva oficialitat va ser restaurada fins a la fi de la dictadura i la promulgació de la constitució vigent. L'Església, tanmateix, encara rep suport econòmic de l'Estat.
Segons el Centre d'Investigacions Sociològiques, en un estudi realitzat el 2009, el 76% dels espanyols es consideren catòlics, mentre que els ateus i els agnòstics són el 20,3% de la població; les altres religions minoritàries només agrupen el 2,1% de la població. No obstant això, el nombre de catòlics practicants és molt menor; segons el mateix estudi el 58,2% dels que s'identifiquen com a creients d'alguna religió no van a missa o cap altra reunió religiosa gairebé mai o mai; el 17% diu que hi van diverses vegades a l'any, i el 13,3% diu anar cada diumenge i els dies festius.
Entre les religions minoritàries hi ha les denominacions protestants, els Testimonis de Jehovà, així com els Adventistes del Setè Dia i l'Església de Jesucrist dels Sants dels Últims Dies (mormons). Hi ha un nombre important de musulmans, el qual ha crescut gràcies a la immigració S'estima que hi ha uns 15.000 jueus a Espanya.
A Espanya existeix el concepte de religió de notori arrelament, un estatus concedit pel Ministeri de Justícia mitjançant la Direcció General d'Afers Religiosos segons l'informe corresponent de la Comissió Assessora de Llibertat Religiosa. Segons la legislació, l'Estat, prenent a compte les creences religioses existents en la societat espanyola estableix, segons el cas, acords o convenis de cooperació amb les esglésies, confessions i comunitats religioses inscrites en el Registre que, a causa del seu àmbit i el nombre de creients, hagin assolit "notori arrelament" al país. A més del catolicisme (en ordre cronològic) el protestantisme, el judaisme, l'islam, el mormonisme, els Testimonis de Jehovà, el budisme i el cristianisme ortodox han assolit "notori arrelament".

### Educació

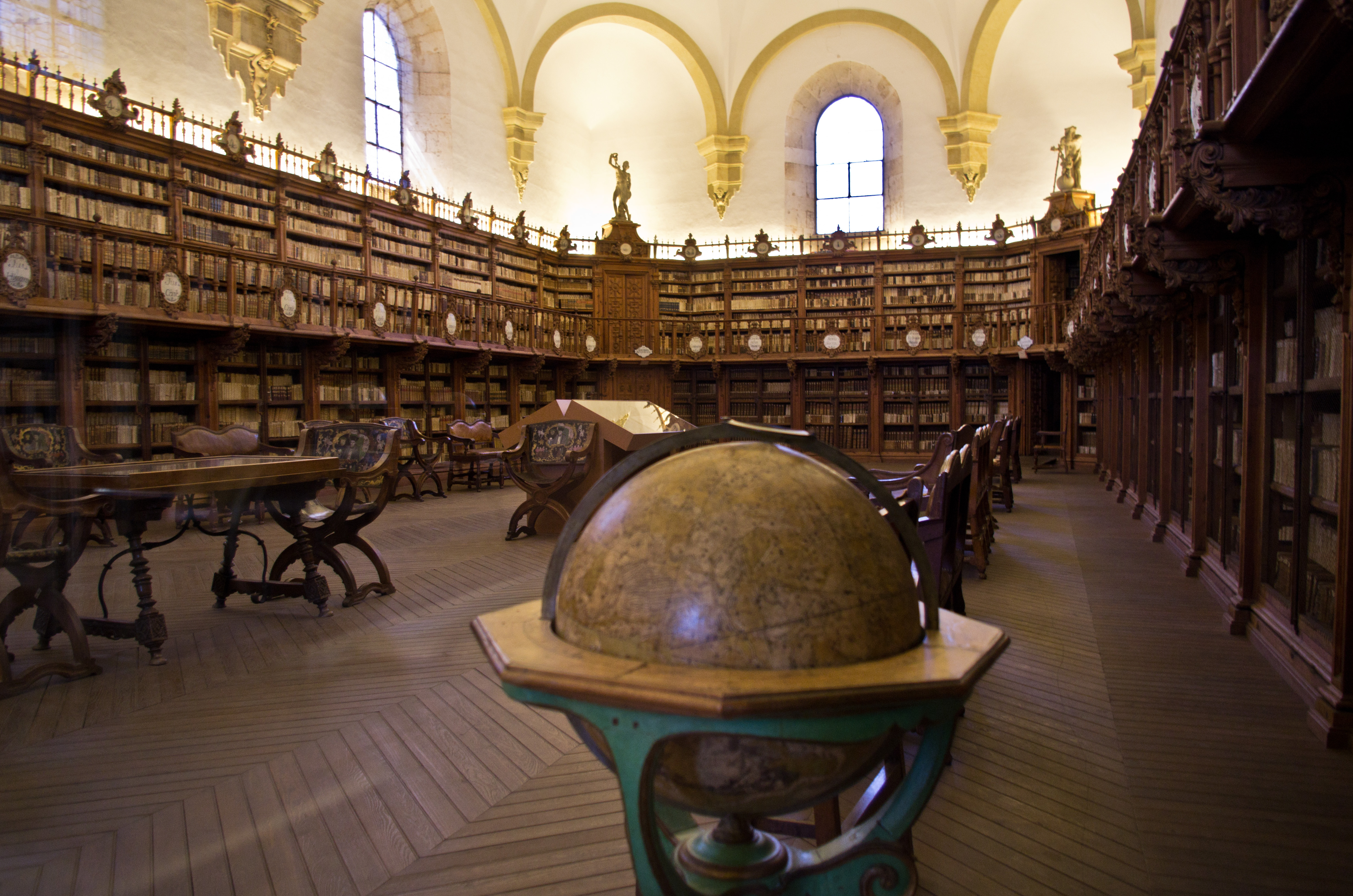
Biblioteca antiga de la Universitat de Salamanca

Espanya va viure una edat daurada en l'educació durant l'edat mitjana, ja que els moros, cristians i jueus van establir centres d'educació superior a Còrdova, Granada i Toledo. De fet, la Universitat de Salamanca, fundada el 1218, una de les més antigues del continent, va ser el model de les posteriors universitats de l'Imperi Espanyol a Amèrica, estenent així la influència de l'educació espanyola internacionalment. La Universitat d'Alcalá, fundada el 1499 pel Cardenal Cisneros, va ser un dels centres de l'humanisme europeu. El 1867, Espanya es va convertir en un dels primers estats del món a aprovar l'educació obligatòria, tot i que la llei mai no s'aplicaria; l'educació va continuar sent el privilegi d'una elit petita i en què el catolicisme, en la seva forma més conservadora, va influenciar els mètodes d'ensenyament i el seu contingut. Després de la mort de Franco, i l'elecció d'un govern socialista, es van fer canvis importants en l'educació que van tenir com a resultat l'expansió massiva de les institucions educatives en tots els nivells. L'analfabetisme es va reduir de manera substancial, i el 2009 només era del 2,1%.
Una de les transformacions més importants va ser la delegació d'algunes facultats educatives a les comunitats autònomes a partir de l'aprovació de la constitució espanyola de 1978. Progressivament, l'administració de l'Estat ha transferit funcions, serveis i recursos a les diferents comunitats autònomes, començant l'1 de gener de 1981, quan Catalunya i el País Basc van rebre els mitjans i els recursos per a exercir llurs competències d'educació. En l'actualitat, totes les comunitats han assumit les funcions, serveis i recursos en matèria universitària i no universitària. L'Estat es reserva l'exercici exclusiu de les competències que garanteixen l'homogeneïtat i la unitat substancial del sistema educatiu, i les condicions d'igualtat bàsica de tots els espanyols en exercir els drets educatius establerts per la constitució. Per altra banda, les comunitats autònomes són les encarregades de desenvolupar les normes estatals i de regular els elements o aspectes no bàsics del sistema educatiu; també els corresponen les competències judico-administratives de la gestió del sistema internament.

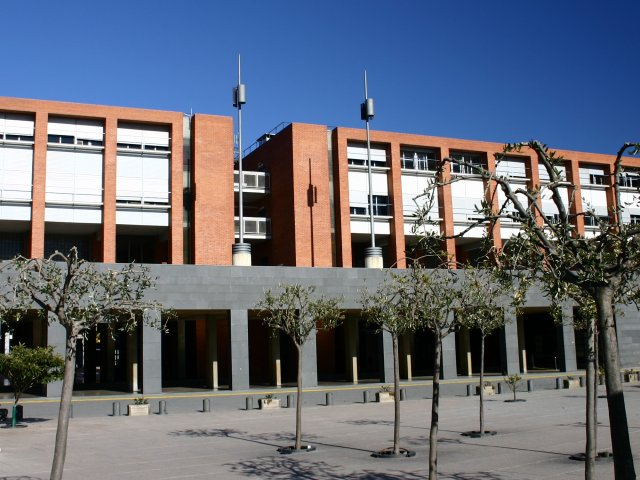
Campus Nord de la Universitat Politècnica de Catalunya

La Llei Orgànica d'Educació (LOE), va ser aprovada el 2006, i regula l'estructura i l'organització del sistema educatiu espanyol en els nivells no universitaris. La llei estableix que l'ensenyament bàsic comprèn deu anys d'escolaritat—dels 6 als 16 anys—organitzada en educació primària i educació secundària, ambdues de caràcter obligatori. La llei, a més a més, organitza l'educació secundària postobligatòria, així com l'ensenyament artístic, esportiu, de llengües, l'educació dels adults i l'educació a distància.
L'estructura del sistema educatiu espanyol és el següent:
- educació infantil,
- educació primària,
- educació secundària, que inclou l'obligatòria i la postobligatòria,
- el batxillerat
- la formació professional de grau mitjà
- l'ensenyament professional de les arts plàstiques i disseny de grau mitjà, i
- l'ensenyament esportiu de grau mitjà.

L'ensenyament universitari, els ensenyaments artístics superiors, la formació professional de grau superior, els ensenyaments professionals d'arts plàstiques i de disseny de grau superior, i els ensenyaments esportius de grau superior constitueixen, al seu torn, l'educació superior. Per altra banda, els ensenyaments de llengües, artístics, i esportius es consideren ensenyaments de règim especial.

## Cultura i lleure
Espanya és un país culturalment divers. Té una cultura influenciada per moltes nacions i pobles a través de la història. Una de les diferències notables de la cultura espanyola de la resta dels estats europeus, és la influència àraba durant set segles a diverses regions de la península. Palesa fins i tot en les llengües espanyoles, en especial el castellà, que va adoptar moltes paraules d'origen àrab.
Les llengües catalana i gallega van desenvolupar tradicions literàries molt importants durant l'edat mitjana, mentre que l'Edat d'Or de la literatura i art castellans va comprendre el període entre 1550 i 1650, i va incloure figures importants com ara Miguel de Cervantes i altres escriptors inspirats en el catolicisme místic. En la pintura, el Segle d'Or va tenir com a figures importants a El Greco i Diego Velázquez. Després d'un llarg període d'estancament, Espanya tornà a experimentar un període important d'expressió cultural els segles XIX i XX, amb moviments com ara la Generació de 1898, i figures molt conegudes com ara Pablo Picasso, Miguel de Unamuno, Isaac Albeniz, Enric Granados, Federico García Lorca, Vicente Aleixandre, Salvador Dalí i Luis Buñuel. Al segle xx va néixer a Catalunya el modernisme, un estil arquitectònic similar a l'art nouveau; les obres més notables d'aquest moviment són d'Antoni Gaudí.
A certes regions d'Espanya es conserva la tradicio de la tauromàquia, importants en moltes festes populars. Les places de toros amb major afluència són la de Las Ventas a Madrid, la Monumental de Pamplona, La Maestranza a Sevilla i la Plaça de Toros de València.

### Arquitectura

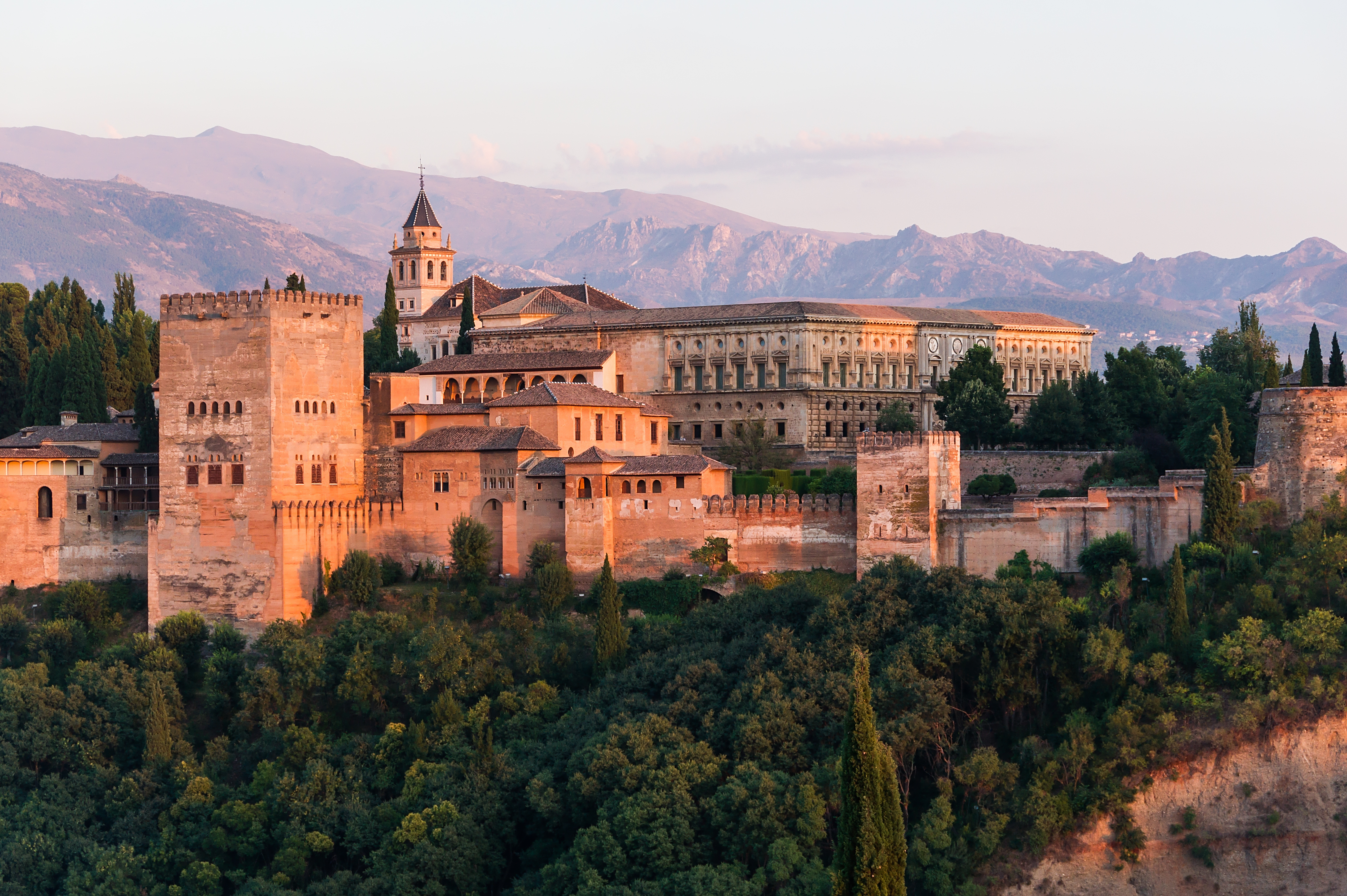
L'Alhambra de Granada

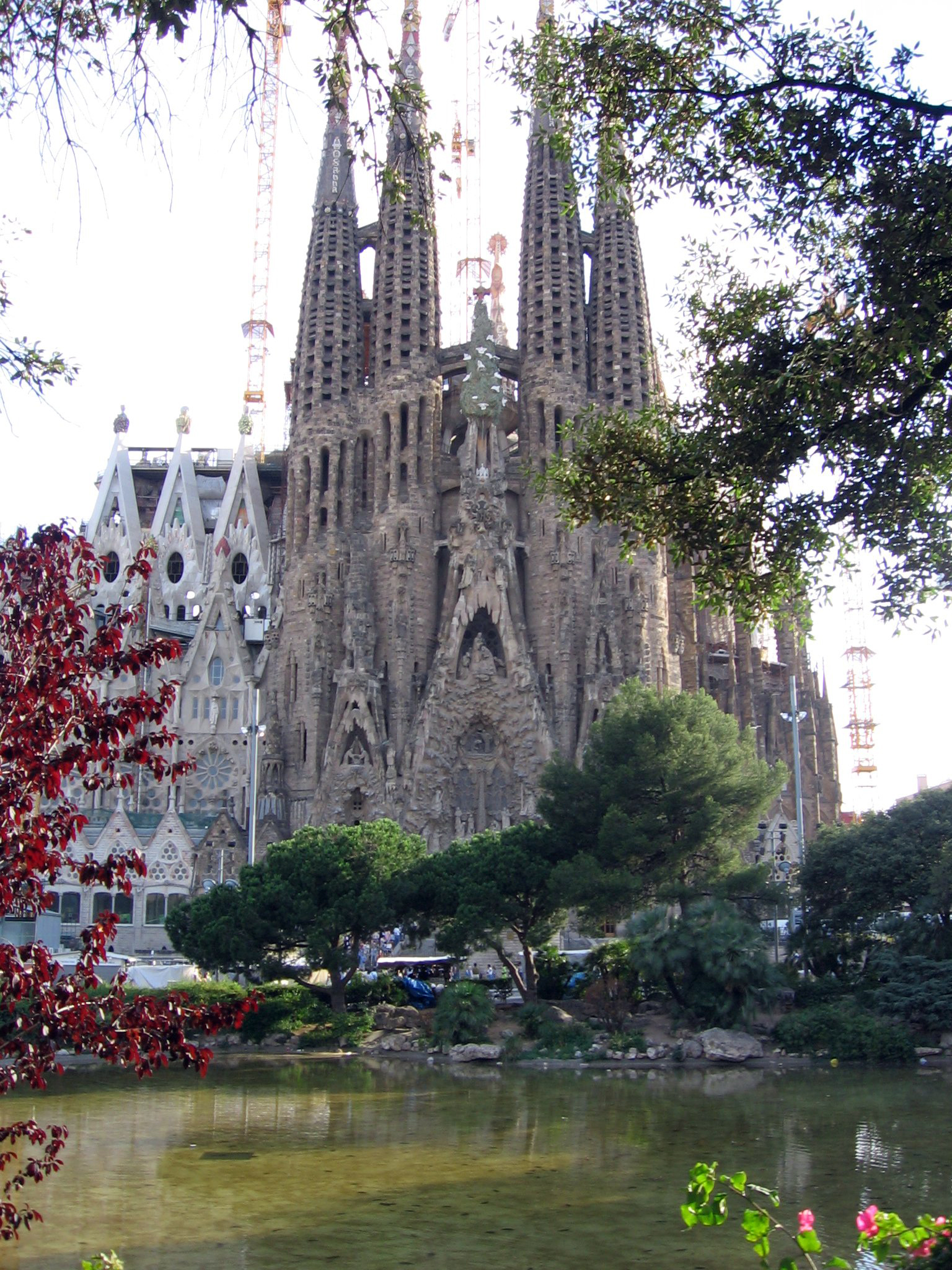
La Sagrada Família, d'Antoni Gaudí a Barcelona

Espanya mostra una gran diversitat en la seva arquitectura. Tot i que les obres més antigues daten del Megalític, les obres antigues més imponents són de l'època romana, entre les quals, l'aqüeducte de Segòvia i les ruïnes romanes de Mèrida. De l'època musulmana hom pot trobar la Mesquita de Còrdova i l'Alhambra de Granada; mentre que al nord hi ha importants construccions medievals d'estil romànic i gòtic, contemporanis a l'època musulmana del sud, com ara la Catedral de Burgos, la catedral de Toledo, la Catedral de Barcelona i la Catedral de Lleó. Amb el Renaixement va sorgir a Espanya una forma sui generis, el plateresc; un dels monuments que n'és més representatiu és la Universitat de Salamanca.
El barroc a Espanya va ser molt important, coincidint amb les èpoques més glorioses i prolífiques de l'art espanyol, i aquest corrent s'estendria a les colònies espanyoles a Amèrica, en especial a la Nova Espanya i el Perú. Del barroc sorgeixen dues visions diferents, per una banda l'auster estil herrerià (de Juan de Herrera), amb exemples com ara el Monestir de l'Escorial (a Madrid), i per altra banda, el sobrecarregat i desbordat estil xorigueresc (de la família Churriguera). A Galícia, del barroc, en sorgeix un estil únic, el barroc Compostel·là.
Els postulats del neoclassicisme van tenir menys èxit a Espanya que l'expressiu barroc. El neoclassicisme es va estendre a partir de la Reial Acadèmia de Belles Arts de San Fernando. La seva figura principal va ser Juan de Villanueva, que va adaptar les idees d'Edmund Burke. Va construir el Museu del Prado (planejat com a Gabinet de Ciències), l'observatori astronòmic d'El Retiro, el Jardí Botànic.
D'èpoques més recents, el modernisme va tenir un paper molt important internacionalment, centrat a Barcelona, i que revolucionaria els esquemes tradicionals. L'exponent més conegut internacionalment és Antoni Gaudí, i la seva obra més coneguda és la Sagrada Família. Fins a l'actualitat, Barcelona és un centre internacional d'arquitectura innovadora. Després de la mort de Franco, la democràcia va portar un optimisme arquitectònic al país. El regionalisme crític es va convertir en l'escola dominant per a l'arquitectura seriosa. El flux de diners de la Unió Europea, el turisme, i una economia creixent, van ser un camp fèrtil per a l'arquitectura espanyola, amb una nova generació d'arquitectes com ara Enric Miralles, Carme Pinós i Santiago Calatrava. En reconeixement pel suport a l'arquitectura realitzat per la ciutat de Barcelona, el Royal Institut of Architects li va atorgar el Royal Gold Medal el 1999, la primera vegada en la història que el guardó s'entrega a una ciutat.

### Literatura

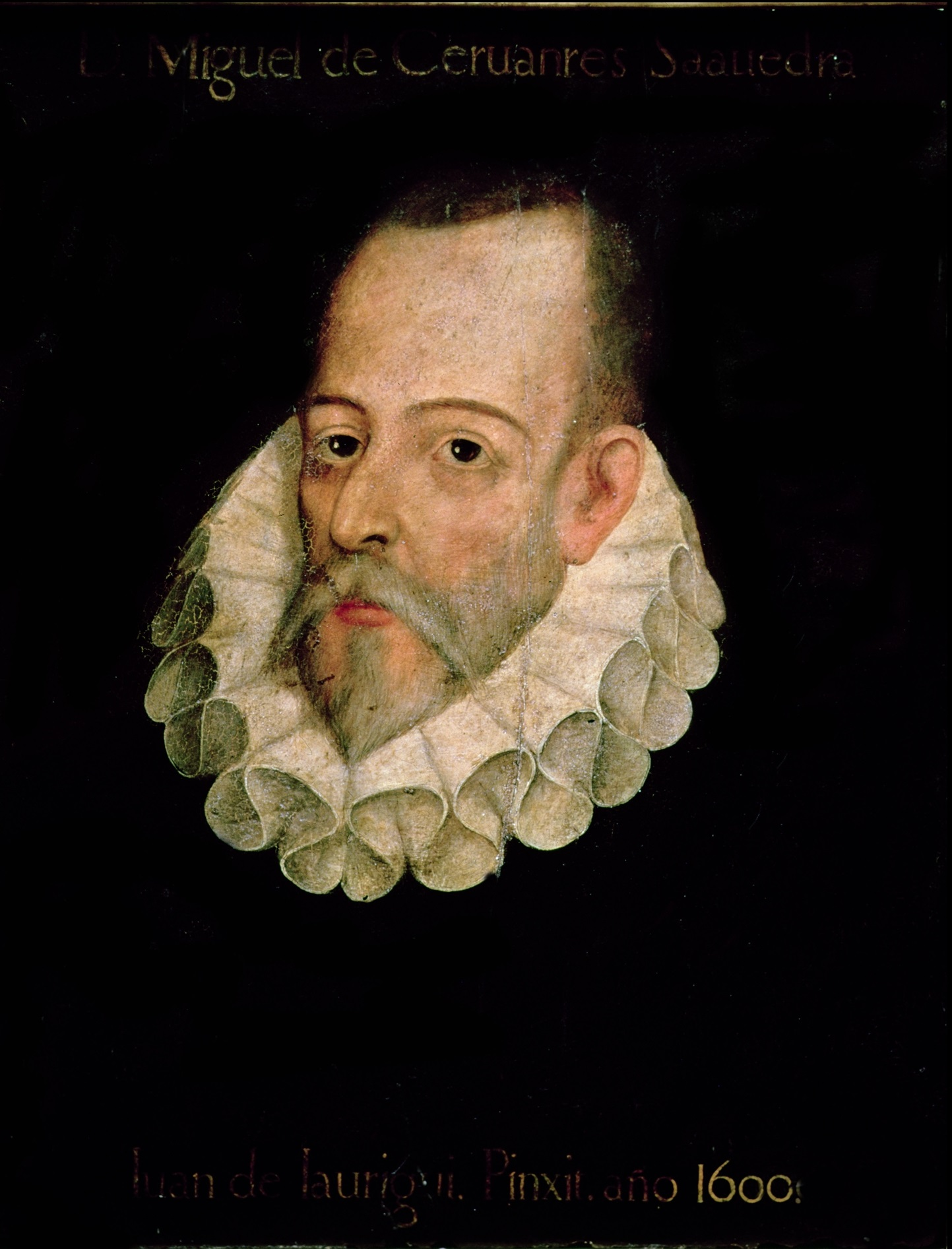
Miguel de Cervantes, pregonat escriptor espanyol.

Vegeu també: Literatura espanyola, Literatura catalana, Literatura gallega i Literatura basca.
La literatura d'Espanya inclou no només la literatura en castellà sinó tota la literatura de les llengües espanyoles, incloent-hi la catalana, la gallega i la basca, així com la literatura hispanollatina clàssica, la judeoespanyola i l'aràbigoespanyola. Abasta des de les primeres expressions poètiques conservades de la llengua vernacla, la kharja, fins a la literatura del segle xxi. La literatura d'Espanya és una branca de la literatura romànica, i de la branca castellana es desprèn la literatura hispanoamericana.
De la literatura en castellà, tradicionalment s'ha considerat que el seu començament va ser l'escriptura del Cantar del Mio Cid, del segle xii. Tanmateix, les Glosas Emilianenses són el primer testimoniatge d'un escrit en llengua romanç de la península Ibèrica. El barroc i el segle d'Or de la literatura en castellà inclouen figures com ara Miguel de Cervantes, Mateo Alemán, Alonso de Ercilla, Francisco de Quevedo, Luis de Góngora, Baltasar Gracián, Lope de Vega, Tirso de Molina i Pedro Calderón de la Barca. Posteriorment, durant el regnat de Carles III, etapa del despotisme il·lustrat, la influència francesa es va notar en la literatura espanyola del segle xviii. Entre els autors més representatius d'aquest període hi són Gaspar Melchor de Jovellanos, Leandro Fernández de Moratín, Ramón de la Cruz, José Cadalso i Benito Jerónimo Feijoo.
Del segle xix, s'inclouen en el romanticisme espanyol els poetes José de Espronceda, Carolina Coronado, Juan Arolas, Nicomedes Pastor Días, Gertrudis Gómez de Avellanada i Pablo Piferrer. Del realisme espanyol van destacar Juan Valera, José María de Pereda, Pedro Antonio de Alarcón i Benito Pérez Galdós entre d'altres. Del modernisme espanyol van destacar Manuel Machado Ruiz Salvador Rueda, i Manuel Reina Montilla. Posterior a aquests moviments, destaquen la Generació del 98, la Generació del 27, i el noucentisme, aquest últim derivat de la Renaixença de la literatura catalana.
La literatura catalana és aquella desenvolupada en català i les seves variants, i es pot dividir en tres grans períodes: l'esplendor medieval, la Decadència i la literatura contemporània. Dels escriptors medievals en català destaquen Ramon Llull i Ausiàs March. Aquesta època d'esplendor culmina amb l'obra de Tirant lo Blanch de Joanot Martorell, publicada el 1490. Posteriorment, la literatura catalana, va entrar en una llarga època de decadència. La Renaixença del segle xix va ser el gran moviment restaurador de la llengua, de la literatura i de la cultura catalanes i que obre el període contemporani de la literatura catalana. Aquest període està comprès entre l'aparició del periòdic El vapor de La Pàtria de Bonaventura Carles Aribau i de la presentació als jocs florals de 1877 de "L'Atlàntida" de Jacint Verdaguer. Destaquen figures com Manuel Milà i Fontanals, Joaquim Rubió i Ors, Àngel Guimerà i Jorge, Antoni de Bofarull, i Martí Genís i Aguilar, entre d'altres.

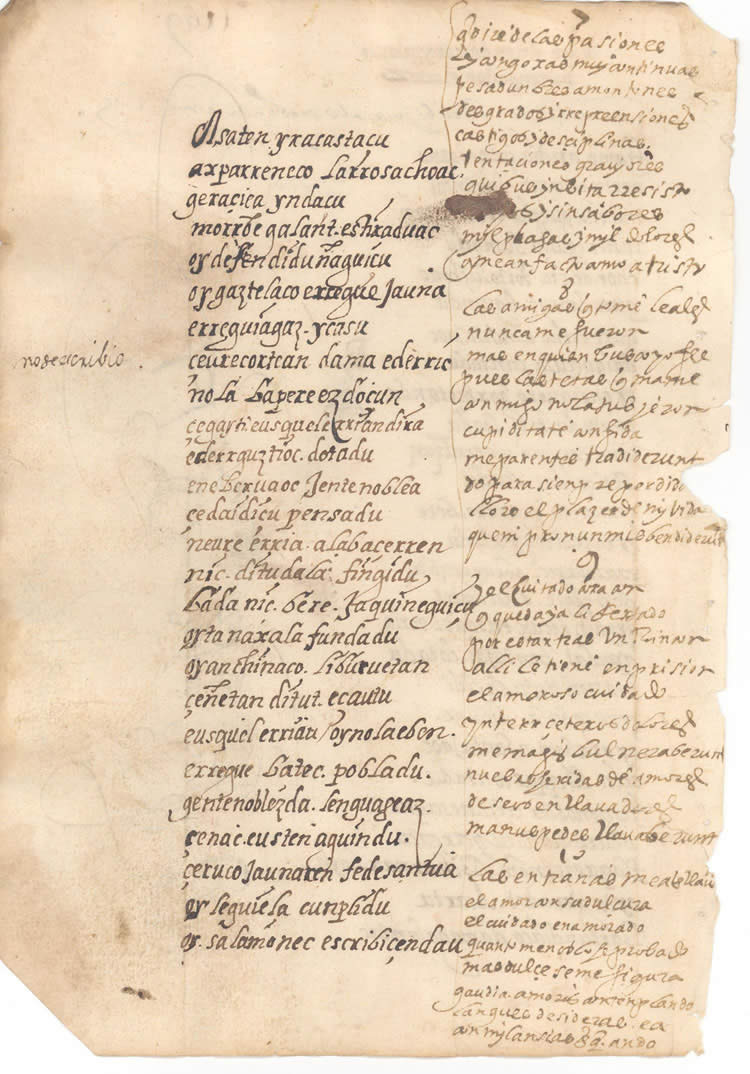
Manuscrit renaixentista èuscar de Juan Pérez de Lazarraga trobat el 2004

Per altra banda les primeres manifestacions literàries del gallec, o més aviat del galaicoportuguès, daten de l'Edat mitjana. D'aquesta època és rellevant la seva tradició poètica. Posteriorment, la literatura en gallec entrà en un llarg període de sequera, anomenat en gallec os séculos escuros, "els segles foscs". Amb el Rexurdimento ("Resorgiment") a principis del segle xix, la literatura en gallec tornà a cultivar-se i sorgeixen així figures fonamentals com ara Rosalía de Castro. Abans de la Guerra Civil, són importants els grups d'intel·lectuals com el Grup Nós i les Irmandades da Fala, a les que s'integren escriptors com ara Vicente Risco i Ramón Cabanillas y Castelao.
Finalment, la literatura en èuscar va ser, fins al segle xvi, una literatura predominantment oral i popular. La primera obra impresa exclusivament en èuscar és l'antologia de Bernat Dechepare, Linguae Vasconum Primitiae, publicada el 1545 i que és fins ara un dels texts més citats com a referència a l'èuscar. Durant el segle xviii la literatura èuscara va viure la seva edat daurada, en què va prosperar la poesia i la prosa religiosa. Al llarg de la seva història, tanmateix, la literatura èuscara va trobar greus obstacles per al seu desenvolupament, fins al segle xix i sobretot el XX, posterior a la Transició democràtica.

### Cinema
El cine espanyol ha estat, durant dècades, no només entreteniment de masses, ans també un document històric i artístic. Destaca la figura de Luis Buñuel, director la producció del qual va tenir gran influència a Europa (per mitjà de França) i a Iberoamèrica (per mitjà de Mèxic), així com els èxits de directors com ara Segundo de Chomón, Florián Rey, Juan Antonio Bardem, Luis García Berlanga, Carlos Saura, Jesús Franco, Antonio Isasi-Isasmendi, Pedro Almodóvar i Alejandro Amenábar.
Fora d'Espanya destaquen el director artístic Gil Parrondo, guanyador de dos Òscar de Hollywood, el director de fotografia Néstor Almendros, i els actors Fernando Rey, Fernando Fernán Gómez, Antonio Banderas, Sergi López i Javier Bardem, i les actrius Sara Montiel, Ángela Molina, Victoria Abril, Carmen Maura, Maribel Verdú i Penélope Cruz.

### Esports

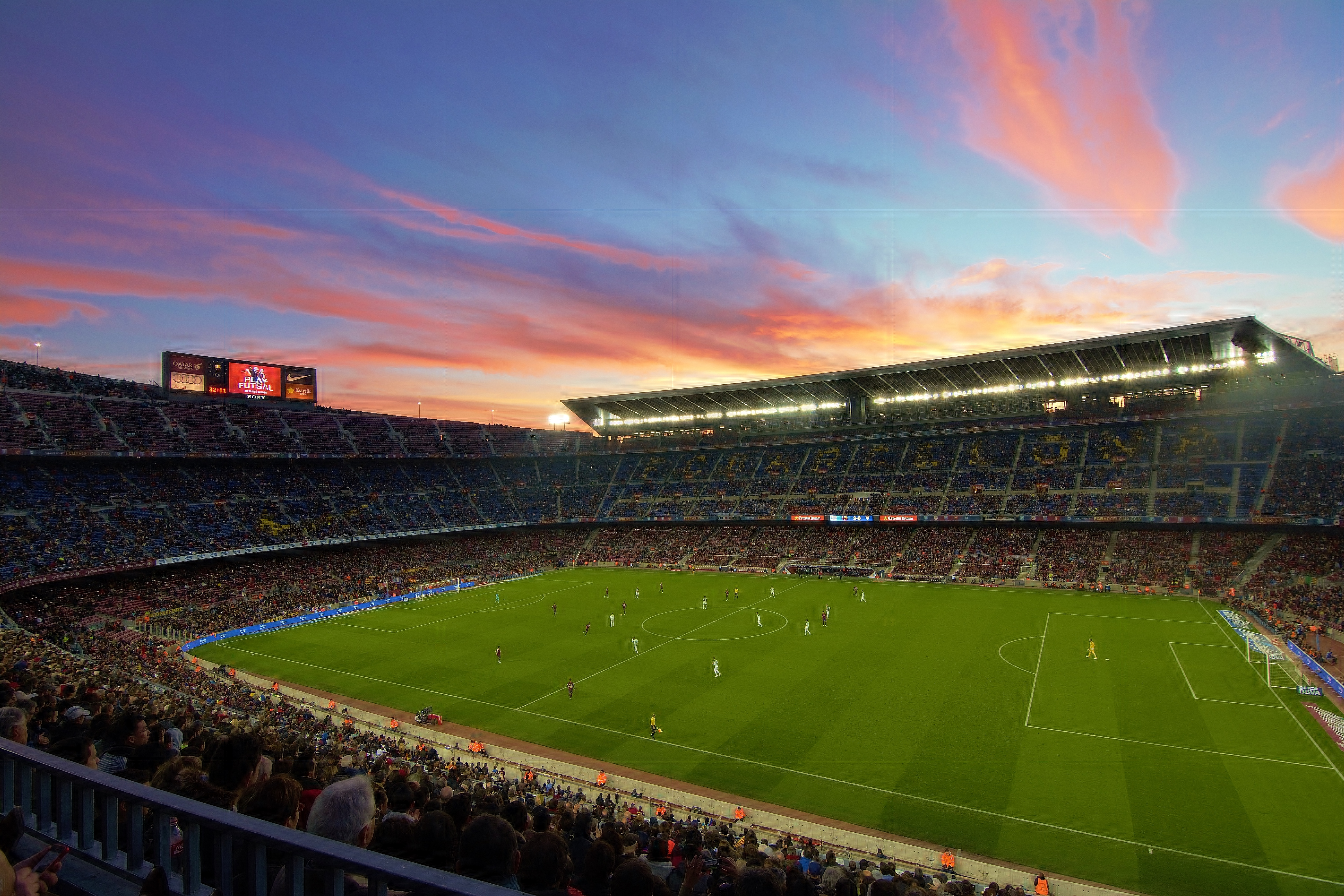
El Camp Nou, l'estadi de futbol de major capacitat d'Europa, durant un partit del Futbol Club Barcelona. El futbol és l'esport amb més seguidors a Espanya

L'esport a Espanya és dominat, principalment, pel futbol (des del segle xx), el bàsquet, el ciclisme, el tennis, el futbol sala, el handbol, i els esports de motor, sent l'atletisme el més practicat. Espanya és una potència mundial en l'àmbit esportiu, sobretot des dels Jocs Olímpics d'Estiu de Barcelona 1992, que va promocionar gran varietat d'esports al país. El país és un gran atractiu turístic a causa de les seves infraestructures esportives, com les instal·lacions per a esports aquàtics, golf i esquí. Tant en esports individuals com d'equip, el país ha donat noms de gran rellevància, també al futbol, l'esport més seguit del país —el ciclisme va rivalitzar amb ell en popularitat fins a finals del segle xx— amb clubs com el Reial Madrid CF o el FC Barcelona, dos dels més importants de la història d'aquest esport i amb més seguidors a tot el món.
Espanya ocupa la posició número tretze a la classificació mundial de les grans nacions de l'esport, un estudi anual realitzat per Havas Sports i Entertainment on s'estableix una jerarquia anual de les diferents nacions d'acord amb els seus resultats en les competicions mundials de 52 esports.
El país ha tingut campions del món en esports com esgrima, pàdel, futbol sala, waterpolo, vela, boxa, gimnàstica rítmica, handbol, atletisme, futbol, bàsquet o bàdminton. Així mateix, Espanya és una potència mundial en les arts marcials, especialment karate, taekwondo i judo.

## Història

### Edat antiga[48]
Les poblacions originàries de la península Ibèrica (en el sentit què es desconeixen la seva procedència) són els ibers, que consisteixen en unes quantes tribus separades. Una de les quals podrien ser els bascos, l'únic poble precèltic que actualment existeix a la península com a grup ètnic diferent. La cultura més important d'aquest període és a la ciutat de Tartessos, en la vall del Guadalquivir. A començaments del segle ix aC, les tribus celtes entraren a la península a través dels Pirineus i s'assentaren a tot arreu, passant a ser celtibers. Els navegants de Fenícia, grecs, i cartaginesos també s'assentaren al llarg de la costa mediterrània i hi fundaren colònies comercials durant un període d'uns quants segles.

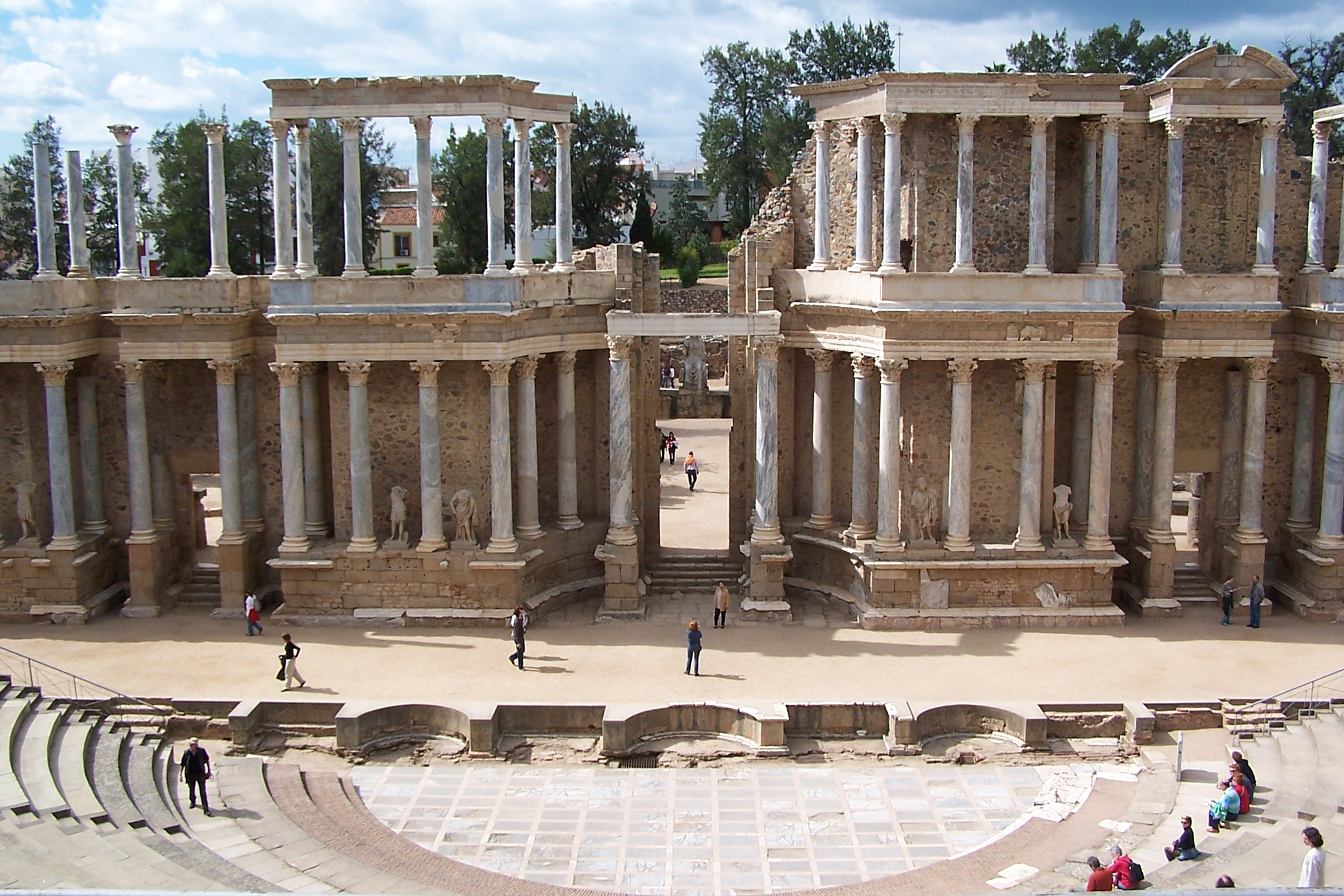
Teatre Romà de Mèrida

Prop de l'any 1100 aC els mercaders fenicis fundaren la colònia comercial de Gadir o Gades (en l'actualitat Cadis, prop de Tartessos). Al segle viii aC es fundaren les primeres colònies gregues a l'est de la costa mediterrània, com ara Rodis (en l'actualitat Roses i el 580, Emporion (en l'actualitat Empúries), deixant per als fenicis el sud de la costa. El nom d'Ibèria prové dels grecs pel riu Iber (en l'actualitat l'Ebre). En el segle vi aC els cartaginesos arribaren a Ibèria, disputant-se el control de la Mediterrània Occidental als grecs, i la seva colònia més important fou Carthago Nova (actualment Cartagena).
Els romans arribaren a la península Ibèrica durant la Segona Guerra Púnica al segle ii aC, i s'annexionaren tot el territori després de dos segles de guerra contra les tribus celtes i iberes i, aleshores, les colònies fenícies, gregues i cartagineses es convertiren en províncies d'Hispània. Només algunes tribus cèltiques del nord resistiren a la dominació romana (galaics, asturs, bascos, càntabres, etc.) però amb el temps es romanitzaren, igual que a tota la península. Durant l'Imperi Romà Hispània va ser un dels territoris romans més importants i fins i tot va donar emperadors, com Trajà i Hadrià, que eren d'origen hispà. Gran part de les llengües, religions, i lleis actuals d'Espanya s'originaren sota aquest període romà.

### Edat mitjana

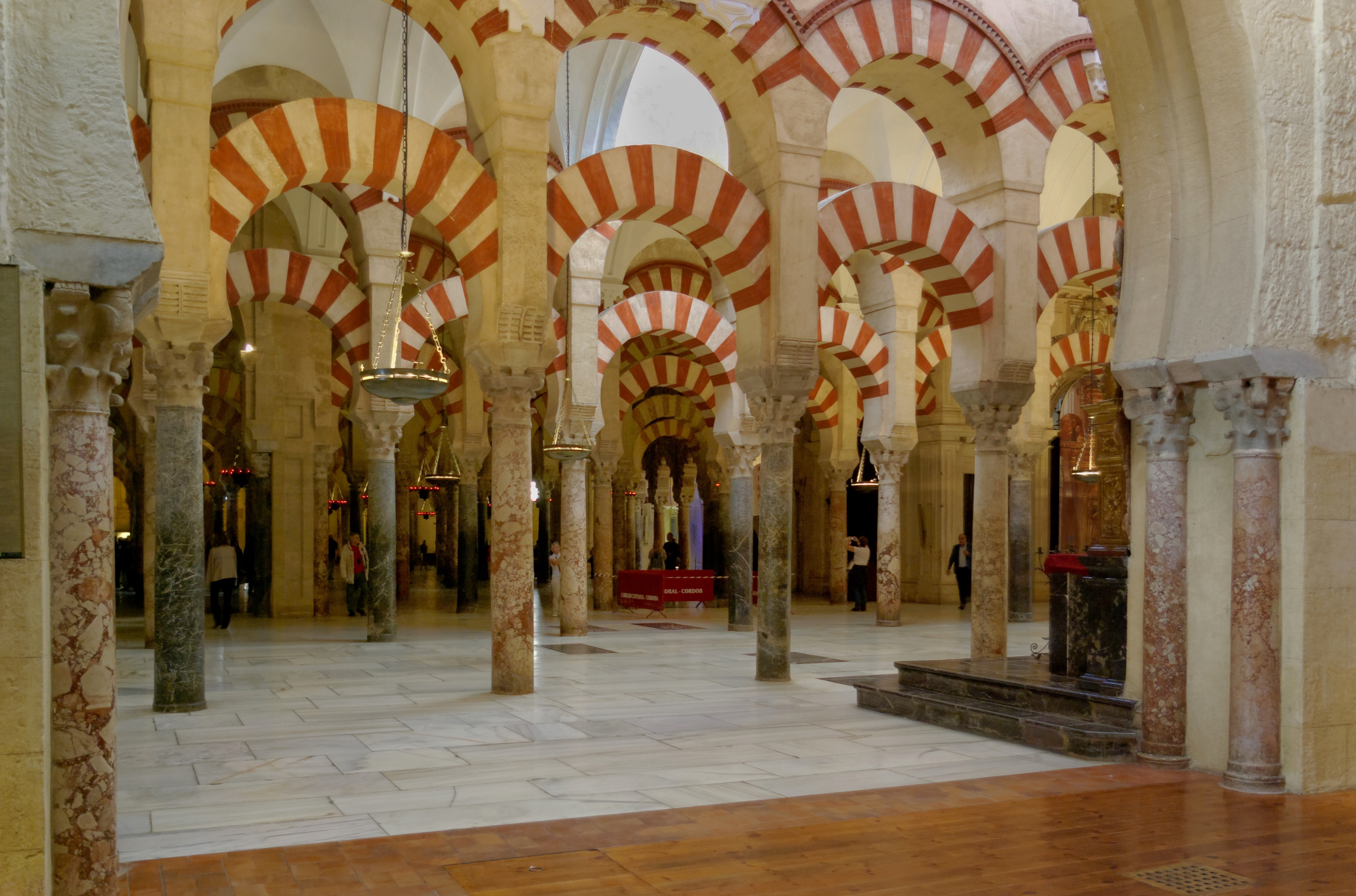
Mesquita de Còrdova

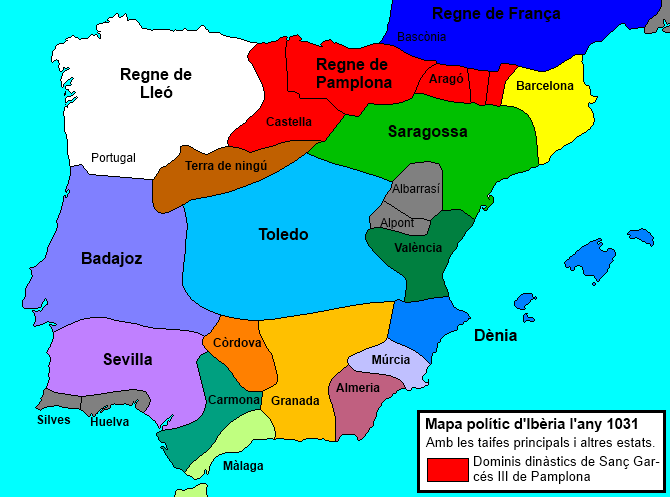
Taifes l'any 1031

A començament del segle v, durant la decadència de l'Imperi Romà d'Occident, els sueus, vàndals, i alans prengueren el control de part d'Hispània. Al final del segle v els visigots, una tribu germànica romanitzada, conqueriren tota la Hispània i crearen el Regne de Toledo, amb una estabilitat relativa.
Després d'una discreta i pacífica colonització islàmica, l'any 711 àrabs del Nord d'Àfrica travessaren l'estret de Gibraltar i envaïren la península (Conquesta d'Hispània), passant a ser un valiat de l'imperi islàmic sota el nom d'al-Àndalus, si bé poc temps després s'independitzà políticament de l'imperi, i passà a ser el califat de Còrdova. De nou, la franja muntanyosa del nord ibèric resistí a la dominació musulmana, en especial els gallecs, asturians, i vascons lliures. Durant el segle x, Abd al-Rahman III proclamà la independència també religiosa d'Al-Àndalus, encetant una època de prosperitat cultural, caracteritzada per les innovacions en les ciències i les lletres, i una especial atenció a l'urbanisme. La capital del califat era Còrdova, que havia aplegat els 500.000 habitants, considerada la més gran ciutat de l'Europa occidental i centre cultural de l'època. Així i tot hi hagué un ressorgiment de les antigues ciutats romanes, especialment València, Saragossa i Sevilla. La decadència s'inicià al segle xi, quan començaren les disputes entre les diferents famílies reials musulmanes, i el califat es desmembra en molts regnes de taifa mentre que diversos territoris cristians de la franja muntanyosa del nord comencen a atacar militarment cap al sud, sobretot des de tres fronts: Astúries (i posteriorment Galícia i Lleó), els regnes de Pamplona i Aragó, i els comtats catalans de l'Imperi Carolingi (que seria l'origen de Catalunya).
Entre els segles xi i xiv diversos regnes hispànics cristians s'expandeixen a gairebé tota la península a costa dels febles regnes de taifes andalusins. Aquest procés fa que finalment els regnes cristians s'agrupen bàsicament en quatre estats: els Regnes de Portugal i de Navarra mantenen en general una política d'isolament; una sèrie d'inestables fets polítics matrimonials i disputes territorials uneixen Astúries, Lleó i Galícia amb el Regne de Castella; i, finalment, Aragó i Catalunya resten sota la mateixa sobirania reial, respectant i mantenint les respectives institucions i lleis, així creant la Corona d'Aragó on s'aplica la mateixa política federalista per als nous regnes de València, Mallorca, i en la seva expansió pel Mediterrani, convertint-se en un dels estats més poderosos d'Europa de l'època.

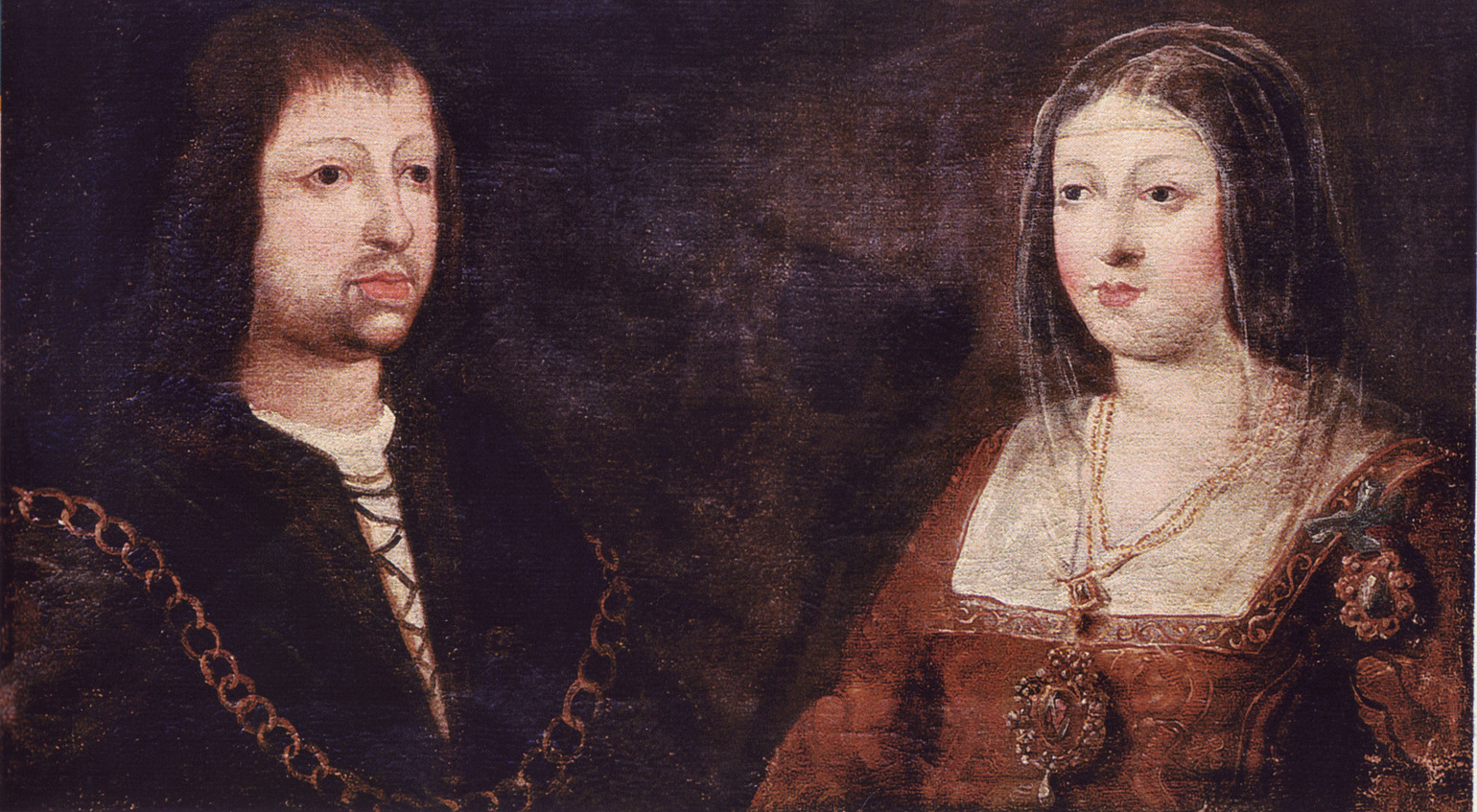
Isabel I de Castella i Ferran II d'Aragó, els Reis Catòlics. El seu matrimoni en 1469 va segellar la unió dinàstica de les corones de Castella i Aragó.

Al final del segle xv el Regne de Castella i la Corona d'Aragó resten sota la mateixa sobirania reial en haver-se unit en matrimoni els seus respectius reis, Isabel la Catòlica i Ferran el Catòlic, i estableixen una mena de confederació política. En 1478 els Reis Catòlics enceten la imposició del catolicisme amb la creació de la Inquisició, i es persegueix als jueus hispànics (sefardites), als quals en 1492 se'ls ordenà l'expulsió dels que rebutjaven convertir-se al cristianisme. En el mateix any desapareix definitivament Al-Àndalus, pel pacte de Boabdil amb el Regne de Castella al qual se'l lliurava pacíficament el Regne de Granada sota condició de respectar la religió islàmica. Aquest compromís no es compliria més tard en 1502, quan es duu un pla de conversió forçosa dels musulmans sota amenaça de desterrament a l'Àfrica. Mentrestant, en el mateix any 1492, una expedició castellana amb l'objectiu de trobar una ruta marítima cap a l'Oest que aplegue a l'Extrem Orient, encapçalada pel navegant Cristòfol Colom, descobriria definitivament per a Europa el "Nou Món".

### Ús del terme «Espanya» a l'edat mitjana
Durant l'edat mitjana, els termes «Hispania» i «Espanya» van ser utilitzats per diversos regnes cristians de la península Ibèrica, inclosos els de la Corona d'Aragó i els comtats catalans. Aquests termes al·ludien a una comunitat històrica i religiosa que remuntava les seves arrels a la Hispània visigòtica.
Segons Esteban Sarasa Sánchez, en les cròniques escrites als territoris de la Corona d'Aragó entre els segles XII i XV, la idea d'Espanya (Hispania, Espanya) s'aplicava indistintament a aquests dominis o al territori d'al-Àndalus. Aquesta concepció també apareix en la documentació oficial de la cancelleria dels monarques aragonesos, identificant-se amb la Hispania Isidoriana, una visió compartida amb les cròniques castellanes i navarreses de la mateixa època.
El títol d'«Imperator totius Hispaniae» (Emperador de tota Espanya) va ser adoptat per diversos monarques cristians, inclosos alguns de la Corona d'Aragó. Per exemple, Alfons I d'Aragó, conegut com el Bataller, va utilitzar aquest títol en els seus documents, reflectint una aspiració a la supremacia sobre la totalitat de la península Ibèrica.
A més, en la correspondència papal del segle XI, es va atorgar el títol de "rex Hispaniarum" (rei de les Espanyes) a monarques com Sanç I Ramírez d'Aragó, evidenciant el reconeixement extern d'una identitat hispànica que transcendia les divisions polítiques internes.

### Edat moderna
Es pot dividir la història d'Espanya durant l'edat moderna en dos períodes: el regnat dels Habsburg (segles xvi i xvii), i el primer segle del regnat dels borbons el segle xviii, data en què Espanya es convertí en un estat centralitzat.

#### Regnat dels Habsburg

Carles I segons Ticià

Al segle xvi, Carles I de Castella hereta el tron del Sacre Imperi Romanogermànic, del Regne de Castella (i les seves colònies), de la Corona d'Aragó, i del Regne de Navarra, iniciant-se el regnat dels Habsburg als regnes hispànics, tret de Portugal. El seu regnat es caracteritzà pel seu gran poder polític i econòmic a Europa que controlava des del Regne de Castella, i pel qual França se'l disputava en nombroses guerres. Mentrestant, hagué de reprimir greus conflictes socials com el dels comuneros a Castella, i la Revolta de les Germanies al País Valencià. Les colònies castellanes d'Amèrica s'expandien amb les conquestes d'Hernán Cortés de la Nova Espanya (l'actual Mèxic), i el Regne de Portugal també es convertiria en una altra potència europea per les riqueses del seu imperi colonial portuguès creat durant les exploracions del segle anterior, sobretot de Magallanes. El 1556 el rei abdica i deixa els dominis hispànics europeus i d'ultramar al seu fill Felip, i els dominis romanogermànics al seu germà Ferran.
El 1580 Felip II de les Espanyes s'annexionà Portugal als seus dominis, fent-se valer pels seus drets al tron en un moment de crisi successòria i, per primera i única vegada, tots els regnes hispànics estigueren sota la mateixa sobirania reial. Açò va refermar l'existència d'un poderós Imperi Espanyol, amb les colònies d'ultramar portugueses i castellanes a tot arreu del món, on "mai es ponia el Sol".
No obstant aquest poder, al segle xvii començà la decadència de l'Imperi Espanyol a Europa, a causa de llargues i costoses guerres i revoltes. De fet, amb el regnat de Felip IV de Castella s'enceta una política centralista duta a terme pel Comte-duc d'Olivares, que provocà el 1640 la independència de Portugal i Catalunya, si bé aquesta última tornà a la Corona Espanyola en poc de temps, però d'ençà del Tractat dels Pirineus el poder internacional dels regnes hispànics, es va eclipsar, passant a ser el Regne de França el dominador europeu. Més endavant, sota regnat de Carles II de Castella, esclatà la Segona Revolta de les Germanies al País Valencià.

#### Seglexviii

Imperis Espanyol i Portuguès el 1790.

En el segle xviii, en haver-se mort sense descendència l'últim rei de la Casa d'Àustria, Carles II de Castella, s'encetà la Guerra de Successió Espanyola en què finalment Felip V de Borbó aconseguí el tron de la Corona després de la renúncia de l'Arxiduc Carles d'Àustria. Sota el seu regnat, tots els regnes hispànics del seu domini s'unificaren en un sol estat, el Regne d'Espanya (que existeix fins a l'actualitat). Aquest procés centralitzador comportà especials repercussions als països hispànics de l'antiga Corona d'Aragó pels Decrets de Nova Planta.
Durant la resta d'aquest segle, el centralisme continuà accentuant-se amb els reis borbònics que ocuparen el tron espanyol, si bé gràcies a la Il·lustració es feren passos importants cap a la modernització de la Hisenda Pública, de les Obres Públiques, així com avenços en la investigació científica i pedagògica.

##### L'inici de l'Estat-nació espanyol
Si les monarquies antigues sovint reunien diferents regnes/territoris/ètnies sota una mateixa corona, en els estats nació moderns les elits polítiques cerquen la uniformitat de la població, i apareix el nacionalisme d'estat. Com altres estats europeus contemporanis, la unió política és el primer pas en la creació de l'estat nació espanyol, en aquest cas no sobre una base ètnica uniforme, sinó mitjançant la imposició de les característiques polítiques i culturals de l'ètnia dominant, en aquest cas la castellana, sobre les de les altres ètnies, esdevingues minories nacionals a assimilar. Aquestes polítiques nacionalistes, de vegades molt agressives, i encara vigents, han sigut i són la llavor dels reiterats conflictes territorials dins d'Espanya.

### Edat contemporània
L'edat contemporània (segles xix i xx) s'ha caracteritzat per ser un període força agitat i historiogràficament fragmentat.

#### Primera meitat del s. XIX

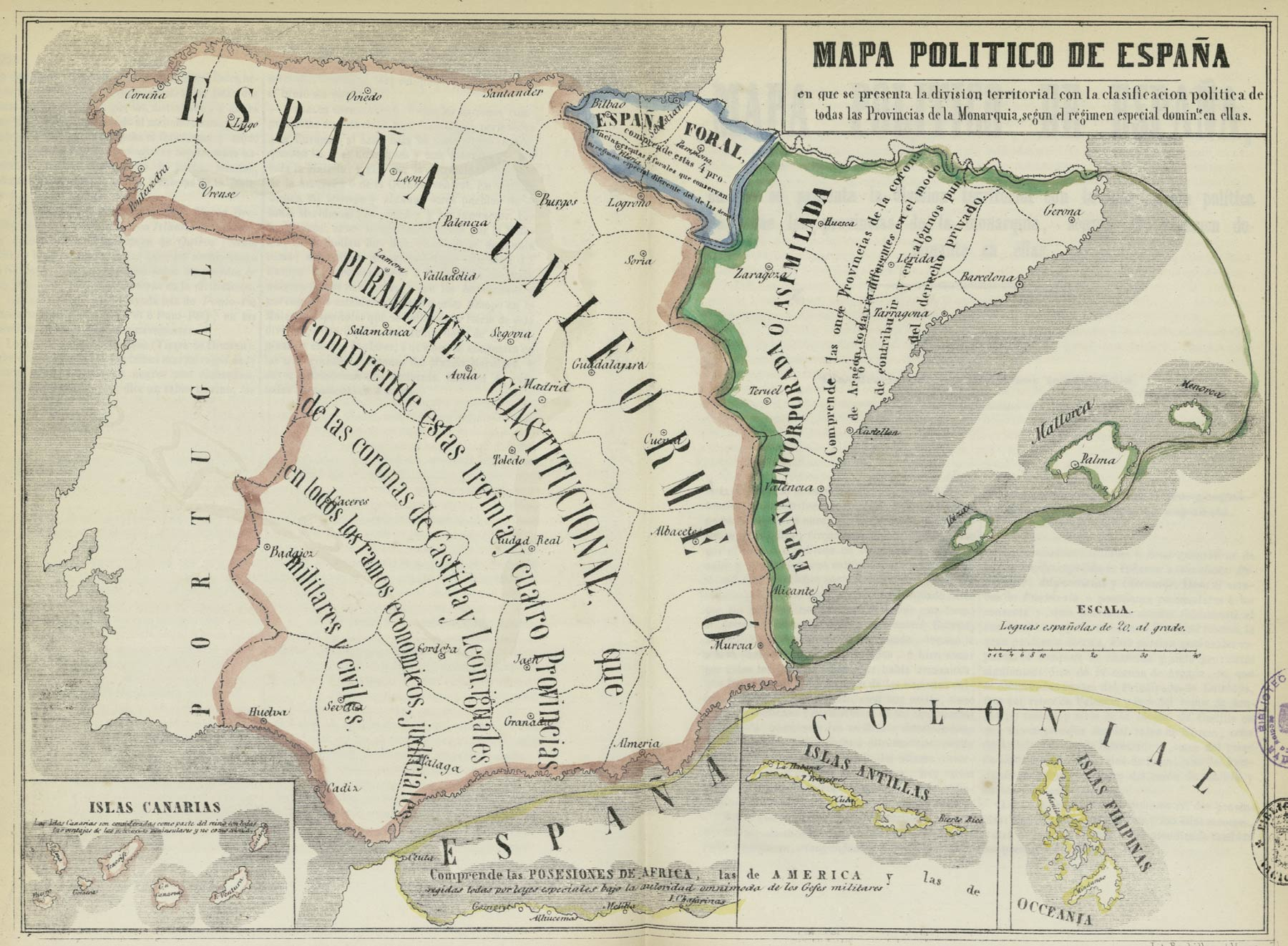
Mapa polític d'Espanya l'any 1850

De gran protagonisme militar, el segle xix ja va començar amb un conflicte monàrquic entre Carles IV i Ferran VII. Napoleó Bonaparte hi va acabar intervenint la qual cosa va provocar el conflicte de la Guerra del francès o la Guerra de la Independència (1808-1814) en què es va lluitar per expulsar les forces de Napoleó, al mateix temps que a les Corts de Cadis es treballà des de 1810 per aconseguir una Constitució concebuda ja el 1812. AquestaConstitució del 1812, volent sustentar la sobirania en la nació i no en la monarquia, dibuixa un estat nació uniforme i castellà, refractari a algunes aspiracions d'autogovern de les llavors províncies ultramarines i dels antics regnes de la Monarquia Hispànica. Així, esdevé una primera formulació legal de l'espanyolisme modern (nacionalisme espanyol de matriu castellana).
La "guerra d'independència espanyola" (batejada així a posteriori) esdevé un mite fundacional del nacionalisme espanyol modern, però el conflicte és només un episodi d'un conflicte més gran, el de les guerres napoleòniques. De fet, excepte Catalunya, Napoleó no pretenia "annexionar" Espanya a França, sinó substituir el monarca al tron per un altre (el seu germà Josep Bonaparte) que li fos favorable. Per tant, també es pot veure com una guerra civil, prou diferent de la suposada unanimitat “nacional” de les Corts de Cadis.
Havent expulsat les forces franceses, es restaurà la monarquia borbònica amb Ferran VII al capdavant, que inicià un període encara propi de l'Antic Règim tot i el parèntesi (sota el seu regnat) que suposà el cop d'estat del General Riego iniciant Trienni Liberal (1820-1823). Aquesta petita etapa va finalitzar amb l'arribada de la Santa Aliança, promocionada per les potències europees que restauraria el règim absolutista.
Ferran VII, acabaria el seu regnat el 1833, no abans sense haver tingut una filla, la futura reina Isabel II el 1830. Aquest esdeveniment en si no tallaria les aspiracions del germà de Ferran, Carles Maria Isidre, directament; sinó que ho faria la Pragmàtica Sanció (per la qual s'estenia el dret de successió de la corona a les dones) dictada uns mesos abans del naixement d'Isabel, la qual abolia la Llei Sàlica. Carles i els seus partidaris no ho acceptarien i a la mort del rei es precipitaria la I Guerra Carlina (1833-1840) amb la regència de Maria Cristina de les Dues Sicílies. El període destacaria per l'acció de govern i així s'arribaria al 1840 amb un canvi de regent: entrava el General Espartero. Tres anys després, el General Narváez acabaria amb la regència i s'iniciaria el regnat d'Isabel II en majoria d'edat.
La quantitat de períodes plens de reformes, com La Dècada Moderada (1844-1854), el Bienni Progressista (1854-1856) i la Unión Liberal (fundada el 1854 però vigent de 1856 a 1868), donaren pas a la corrupció que, amb les pressions dels independentistes a ultramar, i el protagonisme dels cabdills militars, finalment acabarien per fer saltar del tron Isabel II, que es va exiliar a França. El Pacte d'Oostende de 1866, se signà amb l'objectiu d'expulsar la Reina, esdeveniment conegut com La Gloriosa (revolució de 1868).

#### Final del s. XIX i principi del XX

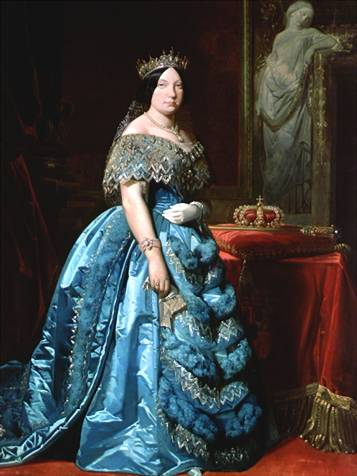
Isabel II d'Espanya segons Federico de Madrazo

Així el Sexenni Democràtic (1868-1874), agafaria el relleu de la història del regne, en el qual s'inclou el regnat d'Amadeu de Savoia (1871-1873) i la proclamació de la Primera República Espanyola, que es dividí en quatre presidències transcorregudes entre el febrer de 1873 i el gener de 1874 suportant problemes com la III Guerra Carlina, el Cantonalisme o la Guerra dels Deu Anys.
El General Pavía instaurà novament la monarquia borbònica amb Alfons XII (fill d'Isabel II). És la Restauració, que es caracteritzà per l'alternança entre el Partit Conservador de Cánovas del Castillo i el Partit Liberal Fusionista de Mateo Sagasta. La Constitució de 1876 fou un dels eixos del període que es feu longeu ultrapassant així el segle. No abans sense comptar amb l'inici de l'arrelament del moviment obrer i la pèrdua de les últimes colònies d'ultramar, com ara Cuba o Filipines.
L'inici del nou segle comptarà a Catalunya amb l'apogeu del catalanisme com a exemple de nacionalismes en alça i l'inici del declivi del sistema de la Restauració, que culminarà amb una dictadura. Aquesta, doncs, es va precipitar pel seguit de fracassos militars a l'Àfrica (el Desastre d'Annual per exemple) i les revoltes de caràcter intern, com ara la Setmana Tràgica de 1909 a Barcelona o la Triple Crisi de 1917. Primo de Rivera, amb el suport del rei Alfons XIII (Rei des de 1902) encapçalà doncs, la primera dictadura militar del segle (1923-1930). Perdent el suport dels militars i del mateix Rei, acabaria acabant la dictadura ell mateix. Això donà lloc a un cul-de-sac fins a l'expulsió del monarca entre els anys 1930 i 1931, quan es proclamaria la República.

#### Segle XX
La Segona República Espanyola es dividiria en tres períodes, el Bienni Progressista, el Negre i el Front Popular. L'esdeveniment, fruit de les conspiracions durant la II República, que més bibliografia ha causat a Espanya, fora la Guerra Civil, que anà de 1936 a 1939, i que instauraria una dictadura militar que s'estengué fins al 1975, amb el General Francisco Franco al capdavant.

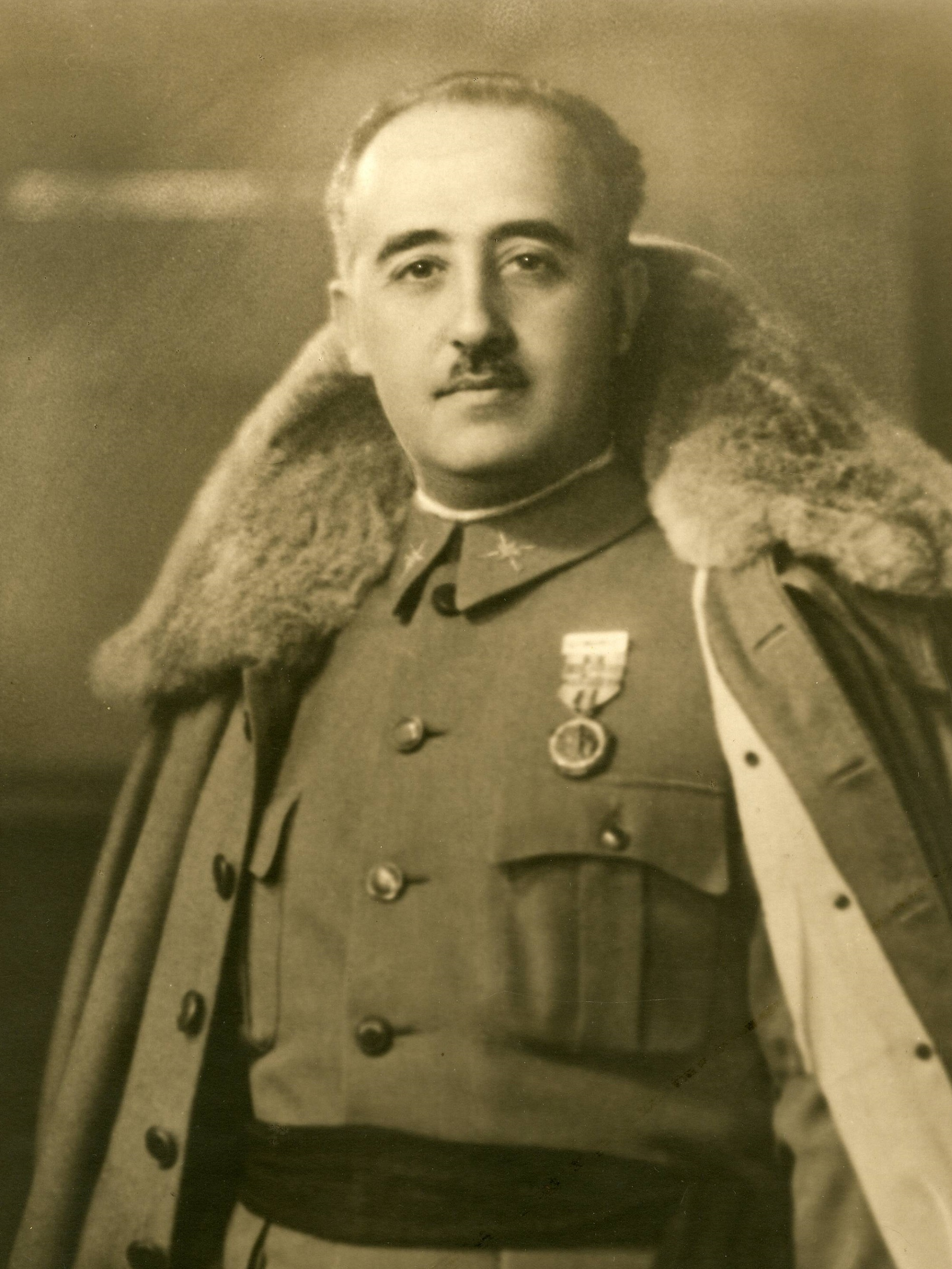
El General Francisco Franco va governar Espanya entre 1939 i 1975

Aquesta dictadura, tradicionalment és dividida per una primera època de recessió (postguerra 1939-1950) i una segona de desenvolupament, a partir de 1959, encetat per la conclusió, el 1953, del Pacte de Madrid amb els Estats Units i el concordat amb el Vaticà que van posar fi a l'aïllament internacional de l'estat franquista. El 1973 el règim viuria el seu declivi definitiu fins a la mort del dictador el 1975, que donà lloc a una nova etapa democràtica a l'Estat; precedida per una nova restauració borbònica, coneguda com la Transició Espanyola.
L'actual democràcia espanyola ha destacat per l'elaboració d'una nova Carta Magna el 1978, amb la subsegüent creació de 17 autonomies, l'entrada a la Unió Europea, a l'OTAN i l'intercanvi de govern entre els dos grans partits: Partit Socialista Obrer Espanyol (1982-1996 i 2004-2011) i Partit Popular (1996-2004 i 2011-…), tònica predominant després del govern de la Unió de Centre Democràtic (1977-1982).
Els grups armats ETA i GRAPO continuaren la seva activitat durant la democràcia. Els GRAPO estan pràcticament inactius des dels anys 90 fins que a meitats del 2007 es va donar al grup per dissolt amb la detenció dels últims membres, i ETA va declarar l'alto-al-foc definitiu el 20 d'octubre de 2011.

#### Segle XXI
El 2017 Espanya va quedar trenta-setena en l'àmbit de salut a causa del consum d'alcohol, el tabaquisme i el sobrepès infantil.